# 橋下徹
橋下 徹（はしもと とおる、1969年6月29日 - ）は、日本の弁護士（大阪弁護士会所属・登録番号25196）、政治評論家、タレント。政治家。東京都渋谷区幡ヶ谷出身。大阪府豊中市在住。
大阪府知事（公選第17代）、大阪市長（第19代）、総務省顧問（鳩山由紀夫内閣）、大阪維新の会代表（初代）、日本維新の会代表、同共同代表、維新の党共同代表、おおさか維新の会代表（初代）、同法律政策顧問、ダボス会議（世界経済フォーラム）2009年度ヤング・グローバル・リーダーなどを歴任した。
橋下綜合法律事務所・所長。

## 来歴

### 生い立ち
東京都渋谷区出身。自宅は京王線沿線の幡ヶ谷にあり、六号坂通り商店街の近くの質店の3階を間借りしていた。実父が急逝し、母と妹と一緒に小学5年の時に大阪府吹田市に引っ越し、1年後には大阪市東淀川区東中島へ移り住む。いずれも、手狭な府営住宅から地元の公立学校に通う。大阪市立中島中学校入学。中1の頃、母が再婚。同校卒業後大阪府立北野高等学校入学。高校では、名前の字から「ハシゲ」と呼ばれた。ラグビー高校日本代表候補に選ばれ東西対抗にも出場する。高校在学中に、日本テレビの『全国高等学校クイズ選手権』に出場。地方予選で敗退したが、放送には映っていた。学校での成績は芳しくなく、現役時代には早稲田大学を2学部受験するも不合格。1年間の浪人生活を経て、翌年早稲田大学政治経済学部経済学科に入学。大学時代に学生ビジネスで不渡手形をつかまされ、訴訟を起こすといった経験をきっかけに、法律家を目指すようになった。木村草太との共著『憲法問答』によれば、司法試験対策として伊藤真の授業を受けており、改憲派の橋下徹の憲法観の基礎は護憲派の伊藤真の授業にあるという。1994年同大学卒業後、司法試験に合格。

### 弁護士として
司法修習を経て1997年に弁護士登録し弁護士になった橋下は、大阪市北区西天満の「樺島法律事務所」（樺島正法弁護士）に入る。樺島事務所に入った後、「同和地区に住んでいたけど私は同和じゃなかった。だから、私は同和問題はやりません」と言い、部落解放同盟の朝田善之助派が起こした京都市営住宅の家賃値上げ反対訴訟に参加することを拒否した。
1998年、大阪市北区西天満に自前の「橋下綜合法律事務所」を設立して独立。示談交渉による解決を看板にする。飛び込み営業なども行い顧客を集め、弁護士としての主な担当業務は企業コンプライアンス、M&A、エンターテインメント法、スポーツビジネスなど。大正時代に築かれた日本最大級の遊廓と言われ、最後の色街ともいわれる飛田新地の料飲組合の顧問などもしていた。かつ消費者金融（商工ローン）大手アイフルの子会社シティズの顧問弁護士を1999年から2004年まで務めていたとされる。

### マスメディア出演
大阪で弁護士活動の傍ら、朝日放送『ワイドABCDE〜す』に、デーブ・スペクターと共に出演するようになる。
2003年4月から、久保田紀昭の後任として日本テレビ系全国ネットの『行列のできる法律相談所』にレギュラー出演するようになる。同年7月には『たかじんのそこまで言って委員会』（読売テレビ）でもレギュラーを務めた。

しばしばタレント・文化人批判や下ネタ発言をする一方、ワイドショーなどでは事故・事件・時事問題について自分の意見を強く述べていた。また、司法問題や法曹界全般、弁護士・裁判官の資質に至るまで幅広く批判していた。このため自身の発言で物議を醸すことも多かった。

### 政治家として
2007年12月12日、大阪府知事選挙に出馬することを表明。2008年1月27日投開票の大阪府知事選挙で183万2857票を獲得し当選した。同年2月6日に大阪府知事に就任した。
2009年（に、世界経済フォーラム（ダボス会議）のYoung Global Leadersの1人に選出された。同年10月には総務省顧問に就任。
2010年4月、地域政党大阪維新の会を結党し代表に就任。2012年9月、国政政党日本維新の会代表。同年11月、日本維新の会代表代行。2013年1月、日本維新の会共同代表に任命された。
2011年11月、自らが掲げる大阪都構想などの政策実現を目的として、任期を3ヶ月余り残して大阪府知事を辞職、任期満了に伴う大阪市長選挙に立候補。40年ぶりとなる府知事選とのダブル選挙であることや、現職の平松邦夫（12月19日任期満了）との一騎討ちなどが注目されたが、結果は750,813票と平松に20万票以上の差をつけて初当選。選挙戦の街頭演説の際は大阪府警の私服警官が多数、SPとして橋下の警護にあたっていた。同年12月19日、第19代（公選制では9代目）大阪市長に就任した。知事経験者が政令市長に就任したのは史上初であった。

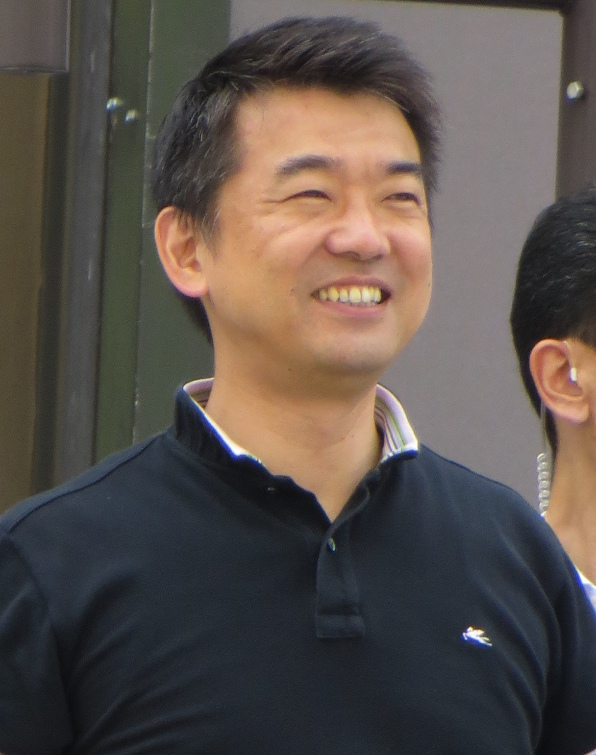
街頭演説中（2013年撮影）

2014年3月23日、出直し選挙を図り、2番手候補に30万票以上の差をつけて再選。9月21日、維新の党共同代表に就任したが、12月23日に辞任した。
2015年5月17日、大阪都構想の賛否を問う住民投票である大阪市特別区設置住民投票が行われ、結果は否決された。投開票後の初の定例会見において、次期大阪市長選は維新での候補擁立にこだわらないとする個人的な見解を示した。8月27日、維新の党を、役職辞任すると共に離党。同時に松井一郎も顧問を辞任・離党した。ただし、両者ともに大阪維新の会の代表・幹事長は続けた。同年10月2日、国政政党・おおさか維新の会を結党し、初代代表に就任。同年12月12日、おおさか維新の会代表を退任し、法律政策顧問に就任（同日に大阪維新の会代表も退任）。同月18日、大阪市長の任期を満了し、政界から引退した。

#### 選挙歴
| 当落 | 選挙         | 執行日         | 年齢 | 選挙区 | 政党         | 得票数      | 得票率 | 定数 | 得票順位 /候補者数 | 政党内比例順位 /政党当選者数 |
| ---- | ------------ | -------------- | ---- | ------ | ------------ | ----------- | ------ | ---- | ------------------ | ---------------------------- |
| 当   | 大阪府知事選 | 2008年1月27日  | 38   | ――     | 無所属       | 183万2857票 | 54.02% | 1    | 1/5                | /                            |
| 当   | 大阪市長選   | 2011年11月27日 | 42   | ――     | 大阪維新の会 | 75万813票   | 58.96% | 1    | 1/2                | /                            |
| 当   | 大阪市長選   | 2014年3月23日  | 44   | ――     | 大阪維新の会 | 37万7472票  | 87.51% | 1    | 1/4                | /                            |

### 政界引退後
2017年5月末で日本維新の会の法律政策顧問を退任、同年10月には法律顧問を辞任して、大阪維新の会の法律顧問に就任（2022年3月末に契約解消）。2015年限りで政界引退後は再びタイタンに復帰し、タレント弁護士として活動再開している。

## 見解・主張

### 自民党・民主党・公明党
2008年9月に発足した麻生内閣に対しては、「僕は全面的に支えたい」と述べ当初は支持する考えを表明した。
2009年8月11日、民主旋風の吹いた第45回衆議院議員総選挙に対して、「国の形が変わる可能性として民主党に軍配が上がった」と述べ首長連合として民主党を支持する考えを表明、本人も民主党に投票した。
2012年4月（野田内閣下）では大飯発電所の再稼働を巡り対立し、「民主党政権を倒すしかない。次の選挙で代わってもらう」と述べ、初めて倒閣について言及したが、その後橋下自身も再稼働容認に転じ、7月10日には大都市法などの協議が進んでいることから「野田首相はすごい。確実に決める政治をされている。民主党の支持率は急回復すると思う。」と述べ、一転して野田を評価した。
2013年11月には民主党元代表の前原誠司と野党再編も視野に連携する意向を示し、「前原さんと松野さん（維新国会議員団幹事長の松野頼久）で民主党と維新の会をつないでもらいたい」と期待感を示した。維新の党時代の2014年11月には、「民主党の閣僚経験者を軸にした野党結集が必要だ」と述べる一方で、「国の仕組みを変える改革は官公労とは一緒にできない」と述べ、官公労も含めた民主党全体との連携には否定的な見解を示した。同13日の幹部会において第47回衆議院議員総選挙での民主党との連携が協議されたが、橋下はこれに強く反対した。
第47回衆議院議員総選挙での維新の対抗馬擁立の動きについて、公明党の山口那津男代表が「そうした挑発的な言動には乗らない。冷静に足元を固めて準備する」とコメントをした。それに対して、「さすが大人だな、というふうに思いますけどね。大人の党（＝公明党）ですよ」と発言した。
2015年1月14日、関西テレビの番組で安倍晋三首相は、都構想に関して「二重行政をなくし住民自治を拡充していく意義はある。」と述べた。これに対して橋下徹は、「絶対に必要で、総理にしかできない。何かできることがあれば何でもする」と協力姿勢を鮮明にした。6月15日、安倍晋三首相との会談を受けて、労働者派遣法の早期採決に応じるなど更に自民党への接近を見せる。そして自身のツイッターで、民主党との連携に関して否定的な投稿を繰り返した。

#### 小沢一郎
民主党政権下では民主党幹事長の小沢一郎と会談した後、「陳情なんてできる雰囲気じゃなかった。すごいとしか言いようがない。とてつもない。日本を動かしている感じ」と述べた。その後小沢が消費税増税を巡り民主党内で対立すると、橋下は消費増税について「反対ではない」としつつも、「小沢先生に頑張ってもらいたい」と述べ、エールを送った。自身の著書で小沢について「かつて自民党の中枢で権力闘争に揉まれ続けてきた人であり、権力の本質について一番理解されている」と評しており、2018年11月には前原を介する形で両者が会食し、野党再編のあり方をめぐり意見交換を行った。

### 消費税
2014年10月12日、消費税率の10%への引き上げについて、「今の段階では反対だ。止める法案を出す。（国会）議員の数はそのままで消費税だけ上がるなんて、こんなふざけた政治は許せない」と述べ、（消費税増税の）凍結法案を提出する考えを示したという。「ここまで（議員の歳費の削減など）をやって（消費税）増税をお願いするのが政治の筋道だ」と強調した。
同年11月20日、消費税の税率を10%にした場合、“低所得層に対して、現金を給付する。「給付付き税額控除」を導入すべきだ”との立場を明らかにした。

### 公会計制度
公会計における複式簿記・発生主義の導入を推進した。2008年、従来の単式簿記・現金主義会計による公会計制度について、「民間の収入と公会計の収入が全然違うことに非常に戸惑いを感じる」と発言。その判り難さを指摘。これに代えて、複式簿記・発生主義の新公会計制度を「全国に波及させていきたい」と述べて、国に対しては、2009年10月30日に行なわれた総務大臣とのテレビ会議の中で、「公会計制度を、きちんと組織マネジメントができるような、企業会計原則に近い正確な情報を出す制度にしないといけない」と発言、原口一博総務大臣（当時）は「公会計制度の抜本改革については、バランスシート経営、それからキャッシュマネジメントという考え方を入れていかないといけない」と応じている。また、全国知事会に対しては、同年11月12日に行なわれた全国知事会行政改革プロジェクトチーム会議において、「複式仕訳に基づく新会計制度の早期導入を、先進県の協力の下、全都道府県で検討」すべきと提案している。翌2010年11月11日には、大阪府と東京都との共催により都庁で行なわれた「公会計制度改革シンポジウム」で、全国の自治体関係者など約500名を前に講演。「現金主義の官庁会計では財務情報が見えず、単年度の資金繰りの帳尻合わせに終始してしまう」「民間企業では当たり前の複式簿記・発生主義による財務諸表を作成し、正確な財務情報を明らかにすることで、将来を見通した地域経営が可能となる」「財務マネジメントを実践し借金漬けの運営から脱却していくには、会計制度の改革が必要である」と語った。

### 公務員
- 職員に調査を行い、「入れ墨のある者が、大阪市の職員になっている」ことが判明。市民から苦情が寄せられていることもあり、入れ墨職員に対し、懲戒処分を下した。しかし、大阪地裁は「懲戒処分の取り消しを求める判決」を下した。橋下は、この判決に対し、「司法判断はしっかり受け止めるが、市民から（入れ墨に対する）苦情が寄せられていたことも確か。最高裁まで判断を仰ぎたい」と語った[50]。その後の控訴審では大阪市の逆転勝訴となり、橋下が市長を退任した後となる2016年11月9日付で最高裁が同判決を支持し大阪市の勝訴が確定した[51]。
- 大阪維新の会タウンミーティング（2010年12月12日夜）で、「大阪市職員は政治活動をしている。政治活動に公務員が首をつっこんでくるのはおかしい。負けたときは一族郎党どうなるか。われわれが勝ったときには覚悟しとけよ」と発言[52]。
- 2009年、神戸市の空港事業室長が、「他の自治体が管理する空港を基地移転先に例示した（橋下）知事発言はもってのほか。厳重に抗議する」と1日と2日に渡って大阪府に電話をかけた。橋下は「市長からの抗議なら分かるが、公務員が政治家に厳重抗議するのはおかしい」とした上で「何とかしたいという思いで（関西）3空港問題を考えている。『いちいち口を出すな』と言うなら3空港問題から神戸空港を除いて神戸市で全部責任を取ればいい」と述べた[53][54][55]。

### 国会議員の経費
国会議員の文書通信交通滞在費について、「繰り越しや残額は認められるべき。但し、いきなり政治資金団体に入れるのでは、お金の流れが見えなくなり、会計原則に則り資金の動きを公開すべき。こんな事で増税なんて国民は納得しない。」等と発言したという。

### 大阪都構想
2010年1月12日、公明党の年賀会で「競争力のある大阪にするためには、一度大阪府を壊す必要があるし、大阪市も壊す必要がある。来たるべき統一地方選挙において、大阪の形を1回全部解体して、あるべき大阪をつくりあげる」と述べ、府と市の枠組みを取り除き、広域行政によって「ひとつの大阪」を目指す考えを示した。その上で、きめ細かな住民サービスを行うため東京23区のような特別区の導入も検討しているという。橋下は2011年春に行われる大阪府議会および23の市町の選挙（第17回統一地方選挙）に向けて大阪の形を変えていきたいと主張し、政治グループを立ち上げる決意を示し、2010年4月19日、大阪都構想の実現を掲げる地域政党大阪維新の会を結成、自らが代表に就任した。

### 東日本大震災
- 東日本大震災による震災瓦礫について日本各地で受け入れ拒否の動きが発生しているが、橋下は「安全性を確認した上で、原則受け入れる」「嫌だと言えば東北地方はどうなるのか」と発言している[57]。

### 外国人参政権
- 2010年4月7日、テレビ番組『FNNスーパーニュースアンカー』で青山繁晴に外国人参政権のことを問われ、「国が決めるべきことだと思ってます」と述べつつ、「ただ、大阪の場合には、在日韓国人、在日朝鮮人が多いという特殊事情もありますので、そこに対しては一定の考えは必要でしょう」「特別永住者だけです。特別永住者だけです。そこに対する配慮は必要だと、僕の今、大阪の長としてではですね。それ以外の外国人はそれは絶対反対ですよ、それは」と発言した[58]。
- 2012年9月19日、在日韓国・朝鮮人について「人数の多い大阪では公権力の行使に結びつかないような地域社会のルール作りについては参加してもらっていい」との見解を示したが、それ以外の永住者を含む外国人にまで対象を広げて公権力の行使に結び付く分野まで関与を認める一般的な外国人参政権には、反対の意向を表明した[59]。また2014年3月8日の都構想タウンミーティングでも「僕の持論ですけど、大阪では特殊な事情があって特別在留資格を持っている外国人がいます。その人たちに対して全く政治の参加を認めないのかと言えば、これはやっぱり考える必要がある。大阪の特殊事情を国会議員はほとんど知らない」と特別永住者への配慮を繰り返し求めた[60]。
- 一方で政治家の国籍については「国籍のあるなしで日本への忠誠心を確かめようなんていうのはナンセンスだ」と述べ、有権者である日本人が投票するのであれば「外国人が政治家になってもいいじゃないか」「今の日本の政治家のレベルを見ると外国人の力も借りないといけないかなと感じている」との持論を示した[61]。

### 国民の定義について
- 2010年2月26日、大阪府議会で、下記の様な考えを明らかにした[62]。

### 選択的夫婦別姓問題
- 選択的夫婦別姓法案について、「自身の家庭が母親の再婚のため親子で名前が異なっているが、まったく問題なく家庭が円満であり、別姓が家庭を崩壊に導くようなことはない」と述べた[63][64]。「認めない政治家は大馬鹿野郎。その筆頭は自民党の一部と日本維新の会。選択的夫婦別姓を否定している政党は消滅した方が良い。」「選択制であり、家族が壊れるという考えの人は同姓にすればよく、誰にも迷惑かけない。」とも述べている[64]。また、現在の戸籍制度は廃止あるいは、完全個人戸籍とするべき、とし、マイナンバー制度などを用いれば、しっかりした制度を構築することが可能、としている。あるいはその次善策として、現戸籍制度を維持しつつ、夫婦別姓（氏）にしたときだけ個人単独戸籍とすることを認めても何の問題もない、としている。選択的夫婦別姓への反対派の「結婚している夫婦は個別に戸籍を持つことは許されない」という要求は意味不明であり、反対派が「結婚した夫婦・その家族は仲良く1つの戸籍に入るべき。戸籍に一緒に入ることで家族の一体性が確保できる」と主張するのであれば、外国人にも適用するよう主張するべきで、反対派は論理が破綻している、としている[65]。
- 現戸籍制度については、相続関係を証明するツールとしては最悪の非効率なツールであり、その上、本籍地や出生地の記載は被差別地域を確認すること以外に使い道がなく、そのような記載を排した個人の単独戸籍とすべき、としている[66]。

### 歴史認識
- 歴史認識に関して「中国や韓国に謝り続けたからいいじゃないか、お金を払ったからいいじゃないかというのは違う」と述べ、第二次世界大戦の総括が必要との認識を示した[67]。
- 2014年2月25日、河野談話を「歴史事実を語るのに、政治的妥協をやってしまった最悪のペーパー」と評した[68]。
- 戦後70年にあたる2015年に公表された、「子どもたちに謝罪を続ける宿命を背負わせてはならない」とした安倍総理談話について、「戦争責任は国家の指導者と国民を分ける二分論で整理すべき」と述べ、「政治家は反省を前面に出し、まだ謝罪をし続けなければいけない。中国や韓国には謝罪の意はきちっと表明しなければいけない」との持論を示した[69]。

### 教育
- 厳しいしつけや体罰に肯定的である。ただし、体罰と称し大ケガを負わせるような行為には極めて批判的な発言をすることもあるが、テレビ出演の際、自身の子供への「体罰」に関して述べるなどその真意は違うとも取れる。
- 2008年9月、国土交通大臣に就任直後の中山成彬（第5・6代の文部科学大臣）が、「（日教組が強いから）学力が低い。」「日教組は日本のガン」「解体しなければいけない」などの批判を行ったが[70]、これについて橋下は「本質を突いている」「事実である」とし、日教組批判を行っている[71]。
- 2019年元日に放送されたAbemaTV『NewsBAR』では、元素記号や三角関数について「どこで使うの？使ったためしがない。勉強のできる人たちは"そういうのも教養だ"というが、今はインターネットで色々なことは調べられる」と日常生活に不要な学業は別離するべきとの指摘をしている。
- 1クラス35人の子どもが同じレベルではないので一律平等に一斉授業をする形態を「伸びる子どもを伸ばせない教育」と批判。年間で同一のカリキュラム・同一のスケジュールで動いていく「履修主義」から個人の理解力、個人の能力に合わせた個別のプログラムで授業をする「習得主義」に転換することを提言した[72]。

### TPP
- TPP（環太平洋パートナーシップ協定）について、「基本的に賛成。世界情勢をみれば、アメリカと韓国がやっていて、日本だけが世界とのつながり遮断するわけにはいかないと思う」としている[73]。またTPP反対派の論客である中野剛志について「なぜ僕がTPPにこだわるか、デフレ下でも競争にこだわるか、中野氏にぶつけてみたい。価値観、哲学が180度異なるであろう[74]。」と述べている。
- 但し、国益に反する“TPPには反対”は、当然という意志を下記の様に表明した。

### 国防
- 政界進出前にはテレビで「核武装すべき」と発言。これについては、2007年12月12日の大阪府知事選出馬時の記者会見において、「現実に日本が核武装することはありえない」と述べ、同年12月25日には「バラエティー番組での発言で世間ウケしないといけなかった」と弁明した[76]。

#### 竹島問題
2012年9月、竹島問題をめぐって韓国が警備隊を常駐させているという積み重ねられた事実がある以上共同管理を目指すべきであるという主張をし、賛否両論となった。これについては「領有権放棄ではない。（漁業海域などの）利用について共同でルールを定めるということだ」「『固有の領土』主張の放棄、後退ではない」といった事も述べている。

#### 北朝鮮
橋下はソウル滞在中の2017年4月28日、「ソウルでは普通の暮らしが営まれている。この普通の市民の人生を北朝鮮のミサイルで犠牲にするくらいなら、北朝鮮に核保有をいったん認めてやってもいいじゃないか」とツイッターに投稿。これに対しネット上では一部の支持を除き、反対意見や疑問視する書き込みが多数を占めた。これに対し橋下は5月2日付のブログで「仮に北朝鮮が核兵器を保有した場合でも東アジアの勢力均衡が保たれればいい」「北朝鮮が核兵器を保有したことだけで、日本や韓国の市民生活が直ちに崩壊するわけではない」などとする持論を示した。

#### ロシアのウクライナ侵攻
2022年3月3日、橋下はめざまし8に出演した際、ロシアのウクライナ侵攻について、「プーチン大統領は今70歳ですよ。あと30年も生きられませんよ」「ロシアが瓦解するまで、（ウクライナ人は）ちょっと国外へ退避してもいいじゃないですか」などとする持論を語った。これに対し番組に出演していたウクライナ出身のアンドリー・グレンコは「もしここでロシアに全土を占領されたら結局、犠牲者が増えるだけなんです」「20年後、ウクライナ人、残りますかっていう話です、ロシアの支配を受けて」と反論。これに橋下が「だからどんどん国外退避させたらいいんですよ。だって西側諸国は武器しか供与しないんですから」と発言し、アンドリーはこれに対し「仮に100万人が逃げたら4000万人が逃げられません」「330年間ずっとロシアの支配が続いたので、また同じことになるとそれこそ民族にとって悲惨なことになる。最大限の制裁、エネルギー制裁を含めて最大限の制裁を科してウクライナに対して最大限に武器を提供したら、かなり食い止められると私は思います」と訴える激論となった。

#### 米軍基地

##### 概略(1)
国会で、2009年11月2日、沖縄県選出の国民新党・下地幹郎政調会長は、普天間飛行場移設問題について、「普天間を嘉手納基地に統合した上で、嘉手納の一部訓練を本土の空港に移設すべき」との考えを示した。下地幹郎は「関西空港のB滑走路が全く稼働率ゼロだから」「あそこを活用して外来機の訓練をやると嘉手納の騒音は半分になる」と提起した。
下地は「普天間基地の移設や本土で受け入れ可能な候補地については常に考えており、関空はいつも選択肢だった」と話し、関空移設案は数年来の腹案であったと明かした。その上で、「（関空は）地理的にも日本の中心にあるうえ、北朝鮮にも近い。米側にとって悪くない立地だ」との見解を語った。
11月13日、橋下は、記者からコメントを求められた。
11月17日、下地は、「（橋下の）コメントを私は非常に重く受けとめている」と述べた。これに対して北澤俊美防衛大臣は、「橋下知事の申されることは極めて勇気のあることで、国民のみんなが一度考え直さなきゃいかぬことだ」とした上で、関空移設案について「せっかくの御提言でありますので、私もしっかり胸に秘めて、今後の対応に参考にさせていただきたい」と答弁した。
11月30日、橋下は関西移設案について「あくまで個人的な見解」と断った上で、「国から正式な話があれば（議論を）受け入れる方向で考えたい」と発言。
12月2日、橋下は、下地と社民党の阿部知子政審会長、沖縄県議会議員4名らと意見交換を行なった。
2009年12月1日、岡田克也外務大臣は関西移設議論について、「（橋下の）そういった気持ちは非常に歓迎すべきこと」と表明。3日には武正公一外務副大臣が、「（関西移設の）一例を挙げると訓練移転」とした上で、「沖縄県外で色々な可能性を探ることは否定しない」と述べ、検討対象になりうると示唆した。
国土交通省成長戦略会議の中条潮委員（慶應義塾大学教授）が、6日に「防衛省が関空を借りて米軍基地として使うことは、関西空港会社の負債軽減と空港維持の為の選択肢の一つ。検討課題にすべき」と発言。また、米空軍嘉手納基地のケネス・ウィルズバック司令官は9日、関西移設について「提案があれば、我々も実現に向けた計画立案を開始するかもしれない」と言及。
共産党の府議は、「普天間基地は、県内・国内のたらい回しではなく、即時撤去が（沖縄）県民大多数の声」と問題視した「普天間にいる海兵遠征隊は、抑止力ではなく侵略力」。
沖縄県議会において、仲井眞弘多沖縄県知事は「防衛・外交は国の仕事で全国知事会は余り近寄らない雰囲気があったが、橋下発言は全国の知事が防衛・外交についても関心を持っていく糸口になる」との見解を示した。

##### 概略(2)
ジョン・ルース駐日アメリカ合衆国大使は12月2日、「ロードマップが唯一実現可能な選択だ」と述べ、現行案以外の可能性を否定。
前原誠司沖縄北方担当大臣は11日、関西移設案について「首相官邸や閣僚から指示があれば検討するが、話は一切ない」として、検討の考えがないことを示唆。
2010年5月27日、全国知事会において、鳩山由紀夫内閣総理大臣は、沖縄米軍基地分散先への「立候補」を求めたが、各知事からは否定的な意見が相次いだ。唯一鳩山に理解を示した橋下は、「沖縄県などの犠牲の上に、大阪府民は安全をタダ乗りしている」とした上で、「ただ、自治体が動いても、米国からダメだと言われると動けない。2006年の米軍再編ロードマップを履行し、政府が第2段階の基地負担軽減という時に話を振ってもらえれば、できる限りのことはする」と述べた。
7月14日、橋下は、沖縄米軍基地負担問題について「（5月の全国知事会議以降に）何か進展があるかといったらない、国からも何か方針が出たわけではない」と述べた上で、「むしろ国の方針、意気込みが後退したようにも感じる」との認識を示した。

##### 概略(3)
2010年4月25日、前原誠司国土交通大臣は、「神戸は切り離し、関空と大阪（国際空港）の一体運用を考えている」と明言。
11月22日、国交省は関空と大阪空港の統合・民間売却案を提示。橋下は24日、「今までのやり方でやって立ち行かないなら、新しい方法で踏み出すほかない」として、統合・民間売却案に支持を表明した。
11月29日、沖縄県知事選で再選を果たした仲井眞は、「県外移設」を選挙公約としていた普天間飛行場の移設先について、「本土の方が（沖縄より）空間が広いのでむしろ可能性がある。橋下知事が『関空はどうか』と言っているので一度見てきたい」と述べ、関空視察の意向を表明。
11月30日、橋下は「政治状況は日々刻々と変わっている。残念ながら、関空は大阪空港との統合で、運営権を民間に売却する話がスタートしている。関空が基地負担軽減の受け皿になることは今の方向ではない」と発言。「経営統合が決まる前に政府から軍用の話を持ちかけられていれば検討もありえたが、今はありえない」とした上で、「（仲井眞には）できたら神戸空港を見ていただきたい。将来性が見えない海上空港は神戸だ。（視察する場合）僕もついていく」と述べた。橋下は翌日、前日の発言が「受け入れ撤回」と報じられたことについて、「撤回したつもりはない、関西で受け入れを考えなくてはいけないことは一貫して言っている」とした上で、「候補地は国が決めて、決められた場所について住民を説得するのが知事の仕事」「国が決めたことなら協議の場は拒否しない。それはずっと一貫している」と説明。さらに、「今は国の方針で伊丹と関空の経営統合」が進んでいるとして、「関空に軍用機を飛ばすというだけでは大阪府（民）に説得のしようがない。そうするのだったらこうするという全体のプランを（国が）出してくれたら、そこから話をする」と語った。

##### 概略(4)
2012年2月23日、橋下は自らが代表を務める大阪維新の会の公約にあたる「維新八策」に、普天間飛行場の県外移設を含む方針を固め、「普天間基地問題で維新が何らかの見解を出すのであれば、（沖縄に）ご挨拶には伺う。沖縄県の担当者に会ってもらえればありがたい」と話した。また、仲井眞との面会については「会っていただければありがたいが、いちローカル政治集団が伺うのは失礼ではないか」と述べた。これに対して28日、仲井眞知事は県議会において、「（橋下が）沖縄にお見えになるか、ないしはどこかでお目にかかれれば（話を）伺ってみたい」と答弁した。3月10日、大阪維新の会は維新政治塾のレジュメの中で、外交・防衛政策の課題として「日本全体で沖縄負担の軽減を図る更なるロードマップの作成に着手」することを明記。「2006年（米軍再編）ロードマップ・普天間問題」を議論の課題に挙げた。

##### 米軍基地の関西国際空港受け入れ論について
- 「関空という案を本気で国が論じられるのであれば、地元知事としてその論議の中にしっかりと入っていきたい」「沖縄県以外の日本国民はちょっと無責任であり、沖縄にすべてを負担させ過ぎという気はある」と述べた[86][111]。
- 12月2日、「安保政策に関して（府知事が）積極的に発言するのは行き過ぎ」と前置きした上で、関西移設案について「今の時点で受け入れますとか言えない立場。議会と議論もしていない」と述べた。一方で、議論の前提として「関西に国際ハブ空港機能も持たせてもらう政府の案」を挙げ、「きれいごとだけでは済まない。大阪の都市機能を上げていくのが僕の責務」とも語り、「関空・神戸空港（への訓練移設）に限らず、沖縄の負担軽減案として、大阪が何か負担しなきゃいけないのであれば、その案を持って府民・議会を説得したい」との考えを示した。また、沖縄の負担軽減の考えを持ったきっかけとして、「知事になる5年前くらいに講演会で沖縄に行った際、（戦史）資料館や普天間・嘉手納などを見て回り思いを強くした」と説明した[85][リンク切れ]。
- 2009年12月17日、全国知事会戦略会議において、橋下は、「政府から要請があれば知事会が基地問題のテーブルに着くべき」と提起。「地方はこれまで国に金くれ、権限寄こせばかり言ってきた。国と地方の対等を言うならば、国が困っていることも受け止める場を作る必要がある」と述べた[112][113]。

##### 関西国際空港以外の米軍受け入れ論
2009年12月1日、橋下は、「関空に限らず、沖縄の基地負担軽減に資する空港は神戸空港」と述べ、関空・神戸ともに関西移設議論の対象であるとの見方を示した。これに対し神戸市の矢田立郎市長は、「神戸空港は市民の利便に資するように造られており、（軍用機）移設は議論の余地もない」と反論。井戸敏三兵庫県知事は、「兵庫県は基地関連施設が随分立地しており、これ以上協力できることがあるか。ただちに具体案を出すのは難しい」、「自分の思いつきで沖縄県を混乱させていいのか。日米関係をどうするか非常に深刻な議論がなされているところで問題提起としてはあまりにも無責任」と述べた。
2013年6月、橋下はオスプレイの八尾空港への受け入れ案を提唱。これを受け菅義偉内閣官房長官が「沖縄の基地負担の軽減に向けて真剣に検討してほしいと防衛省に話した」と応じた一方、田中誠太八尾市長は「市民生活に大きな影響をもたらす事案で、八尾市との調整や市民への事前説明がないのは遺憾だ」と反発し、反対する意向を示した。小野寺五典防衛相は「地元にも様々な声がある。見守っていきたい」と述べ、地元や米側と具体的な調整に入るかに関しては「そこまで姿勢が定まっているわけではない」と述べるにとどめた。政府内では「米側が望むかどうかもわからない」（防衛省幹部）との見方もあり、自民党の石破茂幹事長は「軍事的合理性を伴わなければ進展しない」と疑問を呈した。

### 事件・司法
- 元ライブドア社長の堀江貴文が有価証券報告書の虚偽記載で実刑判決を受けたことについて、「堀江は社長を辞任しており再犯の可能性もないのに、罪を認めないと執行猶予がつかないというのは、政治資金収支報告書の虚偽記載など他の犯罪に対する刑とのバランスがおかしく、（堀江に厳しい）世論になびいているとしか思えない」として「司法に失望した」と述べた[118]。
- 日本弁護士連合会が憲法・法律・死刑執行に関し度々意見表明をする事について、「問題は、この弁護士会が政治的な意見表明を行っていることである。（中略）こういう組織は政治的な意見表明をしてはいけないという当たり前の事を理解していない弁護士が多いのだ」と批判した[119]。

### 新型コロナウイルス（COVID-19）
2020年（令和2年）に流行した新型コロナウイルスを巡っては、2月29日に出演した胸いっぱいサミット!にて、「PCRも重症化するような人を見つける為に必要で、一般の人がPCRをどんどんやる必要はないんですよ」「はっきり言って10歳から40歳くらいの元気な人は、普通の風邪のような感じで家で寝とけって政府がバシっと言えばいいんですよ。全員PCRなんかやらなくていいんですよ。やれやれやれやれって不必要なこと煽るからおかしくなる。いらないんです。だって、やったってどうするんですか？」との持論を示した。また、3月5日に生放送された直撃!シンソウ坂上では「元気な人たちが感染して抗体を持てば、集団免疫を持って落ち着く」「重症化する人は守らなきゃいけないけど、元気な人は皆感染してもいいんじゃないの？」と述べた。
橋下は3月下旬に自身が37度3分の発熱で静養していることを明らかにし、26日に「相談センターに連絡し、紹介された指定病院で診察をうけてみます」「相談センターへの連絡はPCR検査を受けるためではありません。近くのかかりつけ医院に出向くと院内感染するおそれがあるからです」とツイートした。この投稿に対し、「従来、家で寝とけと主張していたのに病院に行くのか」など否定的な声がネットで上がったことから、同日「5日以上感冒症状が続けば医師に診てもらうのは当然」「朝日新聞の医療面に説得的に書いてある」「ネットのバカたちにもう一言。文中の指定病院とは感染症指定病院とちゃうわ！喉を診てもらうにも念のため感染症対策ができている病院に行かないと院内感染が生じるやろ！」「俺の文意が分からんお前らが感染拡大させるんや！ボケッ！しっかり俺のツイート読め！ボケッ！」とツイートした。
しかし、4月11日に胸いっぱいサミット!に出演した際には同月5日に喉の痛みが再発したとしてPCR検査を受けていたことを明かした。4月18日に新・情報7DAYS ニュースキャスターに出演した際は、司会の安住紳一郎が橋下に「PCR検査をなかなか受けられないって言われてましたけど、橋下さん受ける経緯はどうだったんですか？やっぱり元大阪府知事だから優先してみたいなことあったんですか？」と質問。橋下は「それね、安住さん生放送でやめてください。みんなが思っていることなんですから」と前置きしたうえで「これ厳しい手順を踏みました。医師の判断と僕の症状を見て、保健所の判断で最後は受けたんです」と説明した。橋下の一連の言動はネット上などで批判を受け、4月25日の胸いっぱいサミット!に出演した際に橋下は「ネットでね、いま僕『平熱パニックおじさん』とか言われてるんですよ」と自虐的に語った。

### 日本学術会議
2020年10月に日本学術会議会員の任命問題が話題になった際、「両国（アメリカ、イギリス）の学者団体には税金は投入されていないようだ。」と自身のSNSで発信。実際には、アメリカの科学者団体「全米科学アカデミー」では、予算の多くに連邦政府との契約という形で公的資金が投じられている。イギリスの英国王立協会も多くが公的資金である。このことに対して東京新聞が根拠などを問い合わせたが、橋下の事務所は「現在は一私人としての立場なので、無償でのインタビューには応じていない」と回答した。 

### その他
- みなし弁済などのグレーゾーン金利について、「法律にのっとって貸しているのだから、どこが問題なのか」「こちらが悪いというのなら法律を変えるしかないでしょう」と語っている[128]。
- 小泉純一郎の引退表明時に、「小泉元首相らしいというか、感動です。小泉元首相がやったことと比べれば、僕のやったことなんて鼻くそみたい」と発言した[129]。
- 外国人からの政治献金について、政治資金規正法の抜け道である外国人に販売可能な政治資金パーティー券の飲食代との差額を利用して、外国人だと意識した上で政治献金を募っていることを公言している[130]。
- 平成維新の会元代表の大前研一を「典型的な口だけ男です」等と評した[131]。
- NHKから国民を守る党が参院選で議席を獲得した後、「一部はスクランブル放送に、一部は公共放送として無料にという改革をすべき」「民間企業の株主のような立場で経営陣を変えられるような権利を与えるような、そういう改革を実現してくれるならN国に大賛成だ」と発言した[132]。

## 大阪府知事として

### 初選挙

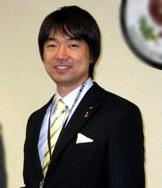
大阪府知事就任初期の橋下

2007年12月に2008年大阪府知事選挙への立候補が報道されたが、当初は「2万%あり得ない」と否定した。後の出馬会見で、実際には自民党の古賀誠・選挙対策委員長、堺屋太一らと東京で会い、立候補を了承していたこと、報道された場合は会談自体なかったことにすることで合意していたことを明らかにした。2007年12月11日、再び大阪府知事選挙への立候補の意思があると報じられ、マスメディアの報道が出馬と否定に割れたが、本人は12月11日午後に再度否定した。翌12日、大阪府庁で行われた記者会見において正式に出馬表明。
また、以前から自民党大阪府議会議員から打診があり、12月3日に立候補の正式要請を受けたこと、島田紳助ややしきたかじん、辛坊治郎からの後押しが出馬を決意するきっかけとなったとしたが、たかじんはその後「（知事選出馬への）GOサインを出したかどうかは、微妙だと思う」と語った。
なお、知事選への出馬により、出演しているテレビ・ラジオのレギュラー番組を全て降板することとなり、収録済みの『ムハハnoたかじん』は別番組に差し替えられることとなった。

### 支持勢力
2008年1月7日、自民党、公明党共に党本部としての推薦・支持を見送ることを表明し、自民党は「府連推薦」、公明党は「府本部支持」とし、共に府連レベルでの支援を決定した。公明党大阪府議団は、「核武装論など、今までの発言に支持者から反発があった」と過去の言動から「推薦」を見送り「支持」に留め、公明党本部もこれを尊重することを表明した。公明党は同年1月16日新春年賀会に橋下を招き、支持母体である創価学会を初めとする支持者らに橋下への支援を要望した。

### 選挙戦
推薦・支持している自民党と公明党は表立った支援をせず、選挙対策本部は所属事務所タイタンと高校時代のラグビー部OBを中心とし、政党色を薄めた選挙戦を展開。自民・公明の大阪選出国会議員、地方議員がいっさい応援演説をせず、著名人の応援は選挙戦終盤に来た参議院議員・丸山和也と宮崎県知事・東国原英夫程度であった。7人の子持ちであることを前面に押し出し、「子供が笑う」をキャッチフレーズに「4つのトライ」と17点の重点事業をマニフェストとして掲げた。
最終的には対立候補に80万票以上の大差を付けて当選。当選当時の都道府県知事の中で最も若い知事となった。いわゆる「タレント知事」の誕生は大阪府では横山ノック（2期を務め、途中で辞職）以来13年ぶり。弁護士出身の現職知事は愛知県知事神田真秋に次いで2人目である。公選の大阪府知事としては初の東京都出身である。38歳の公選知事は歴代3番目の若さである。
当選直後から各種メディアに出演。1月29日には内閣総理大臣・福田康夫を表敬訪問。また、知事就任前に大阪府庁に登庁し事実上大阪府知事としての職務を始める。自民党大阪府議団の一室を借り、事実上の仮知事室として府職員と就任後の2008年当初予算の作成、政策協議を行う。

#### 府議会、組合との対決
2008年4月11日、総額1100億円の予算削減を行う財政再建プロジェクトチーム案を発表。この案を元に議論を進めるとし、「賽は投げられた」と述べた。この案は、職員人件費の大幅削減、警察官の定数削減、私学助成金のカットや助成団体への補助金見直しを含む大胆な案で、賛否入り乱れた大きな反響があった。
府庁改革については、告示前に「府庁解体」を行うとして「ちゃぶ台をひっくり返す」「汗をかかない方は去って下さってかまいません」と発言するなど府庁職員に対して厳しい姿勢で臨んでいたが、その後、府庁職員の前で話す際には「皆さん（府庁職員）の盾、サンドバッグになります。一緒にスクラムを組んでください。」とも発言している。

### 首長連合
民主旋風が吹いた2009年の総選挙などでは、「増税をせずに、行政改革をする」と言った民主党に一票とツイート。横浜市の中田宏元市長や松山市の中村時広前市長（現：愛媛県知事）らとともに「首長連合」を結成。「首長連合」が、2009年の衆院選で民主党への支持を表明したため、自民公明両党から「裏切りだ」と批判が上がった。
「3月の府議会で、自民党大阪府連が、WTCへの府庁移転を否決するという判断をされ、すべて一心同体ではないと示されたのは自民、公明の方が先」と反論した。

### 財政政策
財政非常事態宣言
2008年2月6日に大阪府知事として大阪府庁に初登庁。就任の記者会見で財政非常事態宣言を出し、2008年度当初予算では前年度比で1000億円削減することを明言。現行4176万円の知事退職金を半減させるとした。6月5日には府の財政再建に道筋をつける為の「財政再建プログラム案」を提示。「収入の範囲内で予算を組む」という選挙公約に則り、事務事業・出資法人・公の施設について多岐にわたる見直しを行なった。人件費や私学助成金など固定費を375億円削減し、全体で1100億円の歳出削減を図る骨子は変わらなかった。6月20日には、職員労働組合との徹夜の団体交渉に挑んだが、組合員から時節罵声が飛ぶなど荒れた雰囲気の中、両者の主張は平行線をたどり結局決裂したまま予算提出となった。7月1日、臨時大阪府議会では、府側が提出した2008年度本予算が審議され、知事与党からも厳しい批判がなされたことから予算の見直しを表明した。しかし、府議会各会派の足並みの乱れもあり、私学助成金や人件費のカットについて18億円の小幅修正を行った案が、共産を除いた主要3会派（土壇場で賛成に回った野党民主を含む）で可決された。その結果、3年間で計2441億円（一般施策経費919億円、建設事業費239億円、人件費1283億円）の歳出を削減したほか、613億円の歳入を確保した。
財政再建プログラム案
2008年から2010年にかけての「財政再建プログラム案」の主な取り組みは以下のとおりである。
- ハコモノ集客施設を中心に公の28施設を廃止、見直し
- 大阪府指定出資法人44法人に対する廃止・見直しを行い、28法人に削減
- 知事給料月額30%カット・ボーナス30%カット・退職手当50%減額、一般職員給料月額カット（16% - 3.5%）、ボーナスのカット（10% - 4%）、退職手当の減額（10% - 5%）、住居・通勤・管理職手当のカット、旅費制度の見直し、職員互助会等補助金の廃止[144]。一般職員退職手当の減額は都道府県で初めて
- 非常勤職員の雇用単価の見直し。休職制度の見直し。警察専門嘱託員の人員削減と報酬月額カット
- 義務教育等教員特別手当の見直し。教育関係非常勤職員費の見直し（単価カットと新規任用停止）。時間講師・府立学校教務事務補助員雇用費の縮減
- 私学助成と府立大学運営費交付金の見直し
- 府営住宅の管理費縮減、修繕・建て替え整備費用削減
- 市町村施設整備資金貸付金制度の再構築
- 文化関連事業の見直し（センチュリー交響楽団への補助金削減、文化情報センター・現代美術センターの廃止、ワッハ上方の運営費縮減、芸術文化振興補助金の重点化、大阪文化賞の再構築、大阪21世紀計画事業推進費の廃止）
- その他各種事業（大阪府人権協会補助金、人権相談推進事業費補助金、男女共同参画関連事業、観光振興事業、子育て支援関連事業、救命救急センター運営関係事業、高齢者の生きがい・地域生活支援事業、地域見守り・コーディネーター関係事業、障がい者就労支援関係事業、病院事業費負担金・病院事業貸付金、地域就労支援事業、小規模事業経営支援事業費補助金、企業立地促進補助金）の見直し
- 歳入の確保（府有財産の売却、市町村施設整備貸付金の繰上償還、基金の活用、出資法人からの歳入確保、自動販売機設置業者の公募、退職手当債の発行、行政財産使用料・普通財産貸付料減免の見直し、義務教育費国庫負担金の受入増）

### 複式簿記
府の事業を251に分類。事業ごとに人件費も含めた収支を計上。借金も、府の収入に組み込まれるこれまでの単式簿記・現金主義から、複式簿記・発生主義へと転換。固定資産についても、サービス能力の低下に応じて帳簿価格を減額する減損会計を導入し、府債の残高や利払いの状況も実態に即して解り易く表記するように改めるとした。新制度について、大阪府は2011年度にシステムの試験運用と職員研修を行なった上で、2012年度からの本格導入を予定。
経緯
自治体会計において出納整理期間などの問題点が指摘されていた為、、新しい会計制度の導入を検討。橋下は「財務マネジメントに生かせる会計制度にすべきだ」と発言。2009年6月1日、「大阪府新公会計制度プロジェクトチーム」を府庁内に発足させ、大阪府と東京都の間で関係職員の相互派遣を開始。東京都の石原慎太郎知事は、「大阪の橋下知事から（東京都と同じ会計制度を）導入したいと言われた」と明かし、「先進国で複式簿記・発生主義をやってない国は日本だけ」「会計制度そのものを変えないと国民の不安・不満は解消できない」と主張。会計制度改革について「特に大阪が熱心」と述べ、都の関係者を大阪府に派遣してサポートする意向を示した。一方の橋下も同月28日の会見で、府の会計制度改革について「共同で、連携で東京都とやっていく」と明言。
12月25日、新公会計制度導入に向けた中間報告を取りまとめ、翌2010年8月16日には「大阪府の新公会計制度案」を公表した。東京都が2006年から採用している新公会計制度を参考に新システムを構築することを目指すことを決定した。

### 治安対策
「安全な地域づくり」を選挙戦で公約していた橋下は、2008年（平成20年）9月26日の府議会本会議において、「大阪の犯罪情勢は依然として厳しい」との認識を述べた上で、「街頭犯罪ワーストワンを返上する」と明言。翌年の2009年4月、警察・知事部局・教育委員会などが連携して行なう総合的な治安対策の司令塔として、府庁内に「青少年・地域安全室」を新設した。翌年の2010年に大阪府は、11年間続いていた街頭犯罪件数全国ワーストワンと、35年間続いていたひったくり件数全国ワーストワンを返上。大阪府の犯罪認知件数は、知事就任前である2007年の216,303件から、2010年には164,096件へと24%減少し、同時期に全国の犯罪認知件数が17%減少したことを上回った。
知事任期中に実施された主な治安対策は以下の通りである。
- 防犯カメラ1700台（府内104駅の周辺に1250台・街頭犯罪多発地域に450台）の設置（府の全額補助）
- LED防犯灯を街頭犯罪多発地域に1940台設置（府の50%補助）
- 大阪府警交野警察署の新設、第2科学捜査研究所・証拠品管理センターの設置[158]
- パトカーや捜査用車両への車載カメラシステムの導入
- DNA型鑑定器材、捜査用撮影資器材など第一線警察活動の資器材強化
- 悪質重要事件捜査支援システムの整備
- 小学校の空き教室を利用して地域の防犯活動拠点とする「地域安全センター」を府内126校区に設置[159]
- 府内各土木事務所に警察官を配置し、地域住民による自主防犯活動を支援
- 地域住民では実施困難な深夜の青色防犯パトロールを府内24市で委託事業により実施
- 巡回指導や声かけ活動などを実施する「少年補導センター」を府内17市町で設置推進[160]

2010年9月の府議会において、暴力団の「下請けを含めた公共工事からの排除」という独自の規定が盛り込まれた 大阪府暴力団排除条例が可決・成立、2011年4月1日から施行された。

### 情報公開
2008年2月6日の知事就任会見で、「情報公開の徹底」を選挙公約に掲げたことを踏まえた「情報公開室」の設置を表明。「どんな情報を出すのか」という記者の問いに、「基本的には、あらゆる情報」と答えた。
知事任期中に実施した「オープン府庁（究極の情報公開）」と呼ばれる取り組みは以下のとおりである。
2008年4月23日の会見で、「知事職という独裁者的な職を民主的にコントロールしてもらうために、情報公開が必要不可欠」との認識を示し、「透明度日本一の府政を目指す」と語った。2011年9月1日、全国市民オンブズマン連絡会議が発表した「2010年度全国情報公開度ランキング」において大阪府は満点となる70点を獲得、2007年のランキングでは都道府県で28位だった順位も1位タイへと上昇した。

### 同和政策
- 2008年3月の府議会で、橋下は「私はいわゆる同和地区で育ったが、同和問題は全く解決されていない。ただ、差別意識があるからといって、特別な優遇措置を与えていいのかは別問題。一から総点検していただく」、「この問題に真っ正面から取り組まないと人権問題、同和問題は解決しない。逃げてはいけない」と述べた[171]。

### 直轄負担金カット
国の直轄事業の地元負担分請求について「内訳を開示しない、ぼったくりバーみたいな請求書」と批判し、7億円の直轄負担金カットを表明した。

### 公約撤回
公約「原則として府債を発行しない方針」を当選後の2008年2月に撤回。2008年の暫定予算案において、「発行しないと府民生活に影響が出る」との説明のもと、建設事業費として160億円の府債を発行する方針を発表。「ギリギリまで発行を抑えたが、後半にどんとついてくる」と発言しており、府債発行を増額させる可能性を示唆。
学力別クラス編成導入について、選挙中に「塾でもやっていることが、なぜ公立の学校でもできないのか」として導入を呼びかけていたが、文部科学省の銭谷真美事務次官などの反発もあり、2008年2月13日にこれを撤回。「基本となるクラスまで学力によって分けるのは反対」「苦手な子に手厚く教えることの大切さを改めて感じた」と感想を述べ、「習熟度別の指導は、（学力別ではない）基本の学級があったうえでのもの」と強調した。との見解を述べた。次年度以降も当面続けることを明らかにした。
選挙公約「駅前・駅中保育所を100カ所設置」を、2008年10月1日の府議会本会議にて「子育て支援は市町村が主体となって取り組むべき」として正式撤回した。

### 訪台
大阪府史で唯一台湾を訪問。

## 大阪市長として

第23回参議院議員通常選挙で、応援演説を行う橋下（京都市四条通）

- 2014年2月7日、大阪都構想実現のため、出直し市長選挙実施にむけて大阪市長の辞職願を同市会議長に提出した[177]。

- 教育バウチャー制度への意欲を示しており、2013年12月より大阪市全域で導入された[178]。
- 市長就任後の政策として、現在大阪市交通局が運営している市営地下鉄・ニュートラムと市営バスの民営化計画を打ち出している。

### 経費削減
- 2014年10月21日、市長の退職金を廃止することを表明した。約4000万円の大阪市の特別職の報酬などを廃止する。政令指定都市では初めてのこと。「実行することが自分の責任。退職手当は全国で廃止すべきだ」と意欲を示した[179]。
- 大阪府立大学について、「存在意義が十分理解されていない」として、廃止や大阪市立大学との統合を含めて検討する方針を示した。しかし、市議会は、現在兼任している大阪市立大学の理事長と学長を分離する条例案を、2013年11月、否決した[180]。

### 職員
大阪市役所でおこなわれているヤミ専従への対策として、怠慢役人のリストラ基準を設けた（職員基本条例案）。府庁職員や市職労関係者は反発。「親兄弟や親戚に“独裁者の橋下市長になればお父ちゃんが失業する”」と触れ回っていると組織的選挙活動を誘発したという。但し、公務員の組織的選挙活動は、本来は許されない行為である。

### 大阪市職員の生活保護
2013年3月16日、「大阪市の職員164人の親族が、生活保護を受給していた」ことが判明した。これは、大阪府「東大阪市の職員30人の親族の生活保護受給」が発覚した後、大阪市で調査した結果、明らかになった。
橋下はこれを受けて、大阪市職員に対し「職員には自分の家庭もあるだろうが、節約して親族をサポートしてもらう」と述べ、「生活保護を受給している親族に仕送り」する様に促した。

### 大阪都構想
- 2014年7月9日、大阪市を廃止し、五つの特別区の骨格を決めた。議員定数に変化は無いが、区議の報酬は大阪市議より3割減らす方針。区の名称や区役所の位置も確定した。大阪都へ移行する時期を2017年4月とすることも正式に決定した。但し、「中央区役所」は原案の浪速区役所から西成区役所に変更した。橋下は「（西成区の）あいりん地区を官庁街にするのは大賛成だ」と述べた[184]。

五つの特別区のうち、大阪湾に面する西側の名称を「湾岸区」とする方針。原案では「西区」だったが、修正。区役所は、アジア太平洋トレードセンター（ATC）に置くことを検討している。「湾岸区」は、現在の西淀川、此花、港、大正各区と住之江区の一部が該当する。この地区には、ユニバーサル・スタジオ・ジャパン（USJ）がある。此花区の人工島「夢洲（ゆめしま）」はIRの誘致候補地となる。
「湾岸区」は、交通インフラが乏しい。それを改善するため、水上バスを大阪湾内で運航する方針を立てた。また、「湾岸区」は、津波を想定した災害対策。「東区」は、ハイレベルな教育。それぞれに重点を置く政策を、実行することを明らかにした。
中野区の田中大輔区長は、大阪維新の会主催の説明会において、「東京都では都が担う児童相談所の設置権限や小中学校教職員の人事権を（5つの）特別区が持つこと」と評価し、橋下と握手を交わした。中央大学教授の佐々木信夫は「都区制度は先進諸国で非常に一般的な制度。」と主張した。
- 2015年5月17日、大阪都構想の是非を問う住民投票が行われた結果、否決され、廃案となった[188]。

### 議員経費ネット公開
大阪府議会に、府政野党案を軸にした条例案を「大阪維新の会」、公明、自民、民主系の4会派が共同提出、大阪市議会では公明、自民、民主系、共産の4会派が共同提案、共に全会一致で可決。
政務活動費の領収書などを市議会のホームページで公開することになった。政務活動費の使途の透明化が狙いで、議会全体で領収書までネット公開するのは政令市では初であり、これまでは共産党が独自に市議団のホームページで公開するのみだった。

### 医療
難病患者の高校生が、難病患者の学習環境改善に取り組んでいた。病床でも「勉強を続けたい」と熱望。橋下はこれに応じ、非常勤講師らを病院に派遣し1回2時間で週3回程度の学習環境を整備する方向で調整した。この新制度は、特別支援学校への転籍すること無く、元の高校に在籍したまま病院で授業を受けられるのが特徴。
「難病13疾患を患った患者」の医療費を助成する制度を、開始した。橋下は「市長選挙中に（難病患者の）お母さんに直接訴えられたのがきっかけ。新しい制度を作ったので、ぜひ申請してほしい」と話した。難病13疾患は、国の助成の対象となっていない。
オーストラリアと連携し、医療機器のさらなる性能向上の為に、医療研究を深めることを合意。大阪市立大学とメルボルン大学が医学生の交流を促進する合意書に調印した。

### 保育事業
「保育行政について皆さんの力を借り、日本で一番の素晴らしい保育サービスが提供できる大阪市を目指したい」と認可保育所などを運営する会社の代表者に、呼び掛け、意見交換を行った。
「正規と非正規で給料に差をつけるのはおかしい。職務の内容で差をつけるのが本来のあるべき姿だ」とし、「任期つき保育士などの給与」を「引き上げる仕組み」の導入する為、市議会へ法案を提出する考えを示した。大阪市立の保育所は、正職員の保育士は勤続年数などに応じて昇給するが、任期つきの保育士は、基本給のまま、勤務している。今後、正規職員の昇給の幅に合わせ、処遇の改善を検討する。任期付ケースワーカーの昇給も対象としている。
ICT戦略
知事選公約「駅前・駅中保育所を100カ所設置」を撤回したが、保育所の空き情報をスマートフォンで把握できる様にした。「子供を持つ親が、自分の住まいのまわりの保育所を、地図上でクリックすれば、その保育所の空き情報がわかる」という仕組み。待機児童解消に向けての取り組みを、ICT戦略の中で具体化した。

### 教育
校務支援システム
校務支援システムを導入。教員の作業効率化を図り、子どもたちと向き合う時間をつくる。橋下は「産業はICTが入ることで劇的に変わってきた。教育の現場でもやらないといけない。先生もこれでかなり事務が効率化される」と語った。
他人を思いやる教育
大阪市教育委員会と協議し、「授業中に、極めて激しい暴力などの問題行動を繰り返す生徒を、特別教室で指導する」方針を示した。特別教室には、心理学など専門的知識がある教職員らを配置し、社会や学校でのルールの大切さを教え、子どもに他者を思いやる態度を育てる。
公募校長
市立の小中学校の校長公募制度（民間人校長）を市長選の公約に掲げ、2013年4月より市教委が導入した。歴代のトップが日教組の支持を得て当選して来たが、橋下徹は日教組の応援無しで当選している為、大胆な改革が可能なのだという。その結果、公募で採用された生野区の中学校長が教頭と口論の末に土下座をさせるトラブルが発覚。港区の小学校長が児童の保護者らへのセクハラをしたとし、更迭。西淀川区の小学校長が厳重注意を受けたりするなど採用者11人のうち6人が不祥事やトラブルを起こした。住之江区の小学校長が「スキルを生かせないなどとして就任からわずか約3か月で自主退職した。人材コンサルタントの常見陽平は「トラブルの原因を早く総括した上で、『効果』を強調するなら具体に示したほうがいい」と提言している。
- 公募校長が、市教委に助言を求めたことで、「教務主任や生徒指導主事等への推薦者を、教員同士の投票で選ぶ」という規定の存在が、あらためて注目された。この規定は、30年以上前から存在していたが、人事権は校長にあるため、問題視されていなかった。しかし、今後問題が生じるおそれもあるとして見直されることとなった[205]。
  - 教育評論家の小林正は「人事権の掌握は組織の管理運営の最大の武器。教員による偏向教育などの問題が起きても、校長には止められなくなってしまう」と、警鐘を鳴らした。公立学校には、学校教育法37条に「校長は校務をつかさどり、所属職員を監督する」という法律がある。文科省も「校内人事は校長の権限で行われなければならない」としている[205]。
  - 市教委は、「規定は不適切。無視して校長が人事を決めればいい」、「教員の理解を得ながら進めた方がいい」とした為、公募校長は、選挙は行わず、全教員から意向を聞き、最終的に人事を決めた。法に無い規定には手をつけなかったが、教員や保護者が「独断的な学校運営」と苦情を出した為、市教委事務局は、一時、校長の更迭を検討する事態となった[205]。
  - 橋下は定例会見で、「何の責任もない教員が選挙で人事を決めるのは民主的でもなんでもなく、秩序を乱す。感覚が狂っている」と発言した。その結果、教育委員は「規定について全校の状況を調べる必要がある」とし、全市立学校約460校の調査に乗り出すことを決めた。市教委幹部は「複数の校長から選挙の存在を聞いた」と話している[205]。
- 大阪市内の公立学校を調査した結果、101の学校が「学校教育法37条に反する決まり事」を設けていたことが判明した。大阪府内では、60%の府立学校が「学校教育法37条に反する決まり事」を設定していた事が明らかになった。2014年7月29日、「学校教育法37条に反する決まり事」を禁止する為、市立学校管理規則を改正した[206]。

### 治安対策
大阪府警察を支援する形で、大阪市の治安を改善することを決めた。民間警備員に夜間パトロールをさせ、街頭犯罪を防ぐ。

### 給食
「大阪市の中学生が全国平均（6.2%）の約2倍である11.5%も朝食を食べていない」ことが明らかになると、「朝ご飯を食べていない子供が多すぎる。昼ご飯では必ず、栄養を取らせないといけない」と発言をし、大阪市の全ての公立中学校に給食を導入した。2014年11月には、メニューの改善を行い、「子供が笑う大阪」という公約の実現に向けて取り組んだ。橋下は、給食の施策にあたって、味よりも「子供の健康や体作りに役立つメニュー」を重視し、「栄養のバランスやカロリー」にこだわった。体力も学力も、健全な食があって初めて生まれる。

### 大阪市議会の対応
これらを受けて、大阪市議会は、2014年度一般会計当初予算案から公募校長制などの経費を計7500万円を削除する修正案を可決した。

### その他
2012年、文楽などの財政補助を削減した際、赤川次郎から批判を受けた。文楽の入場者数が歴代3位を記録した際に、橋下は「文楽サイドの努力のたまもの」と評価。「（ファンらの）支援したいという意思を反映させる制度を作りたい」とし、ふるさと納税を活用した新しい制度の導入を表明した。市幹部は「市長は特定の文化・芸術に対して保護の目的で漫然と補助金を出し続けてきた文化行政のあり方を問題視していたが、当初から文楽自体は評価していた」と解説した。

## 取り組み

### 情報発信
大阪市長になってからはツイッターで、積極的な情報発信をしている。2011年2月1日に開始してから、2011年2月20日までにフォロワー数が8万人を超えた。2013年4月時点では、フォロワー数が約100万人と全国の政治家の中で最も多い。

2017年6月、ツイッターのユーザー名(@ID)を従来の@t_ishinから@hashimoto_loに変更した。日本維新の会の政策顧問を2017年5月末で退任したのに伴い、政治的中立を徹底する狙いと見られている。

### 大阪府の財政問題
- 1997年、府の法人2税収入の大幅減少を受け、大阪府基金条例・第3条の改正を府議会が可決[注釈 5] これにより特定目的基金から一般会計への借入が可能になった[215][216][217]。
- 条例改正後は、赤字圧縮のための「やむを得ない措置」として、減債基金から一般会計への借入を行なっていたことが太田房江元府知事時代から公表されていたが[218]、橋下は知事就任後にこの借入をやめると宣言。橋下の指示で作られた府財政担当者の研究会は2008年12月、借入は基金の設置目的に沿わないとして「今後一切おこなわないこと」と指摘していた[215]。
- 翌年に2009年2月の府議会において、大阪府基金条例・第3条が再び改正され[注釈 6]、特定目的基金から一般会計への借入は原則としてできなくなった[217]。
- 同年10月、これまで判明していた減債基金からの借入のほかに、新たに6基金から1479億円の借入が明らかになり、府財政課は、減債基金と同様に「実質的には赤字」と説明した[215]。
- 同月初め、橋下が、府環境農林水産部所管で緑化推進が目的の「みどりの基金」（2008年度で名目上の残高87億円）を使って大規模な緑の拠点づくりの計画を作るよう指示。しかし、みどりの基金は一般会計に83億円を貸し付けており、実際の残額は4億円。一般会計を所管する財政担当から「財政難のため、返済が困難」と報告があり、問題が発覚したという[219]。
- 同月28日付の府の作成した資料[220] によると、以前から公表されていた2002年から2008年にかけての減債基金から一般会計への借入5202億円とは別に、1998年から2001年にかけて6基金から1533億円の借入があり、うち1479億円が未返済。橋下の知事就任以降の借入はなく、過去の借入は一般財源で積み立てた範囲内で行っており、府民等からの寄付分を含んでいないとされている。
- この事態を受け、府の財政課長は「条例上は問題なかったが、名目と実質の違いを明らかにすべきだった。今後わかりやすい説明に努める」とコメント[215]。橋下は借入金について、「いつ返すのか決まっていない。これは借り入れじゃなくて使い込み」「基金から借り入れて、何とか数字を合わせている。真実の数字に基づいた会計制度にしないといけない」と指摘[221]。返済計画がなく不良債権化していると指摘し、会計システム改革に着手する考えを明らかにした[219]。
- 2010年2月3日の会見で橋下は、特定目的基金を減資し、今後は一般会計から特定目的基金への拠出をやめ、積み立ては財政調整基金に一本化、寄付の受け皿としての基金は残すという方針を明らかにした[222]。同月の府議会において、大阪府基金条例の改正が可決され[注釈 7]、特定目的7基金の6588億円が一括減資処分された[217]。

#### 赤字隠し(1)
- 1998年から1999年にかけて、府は財政赤字額を縮小するために、5つの公社に対してそれまで行なっていた長期貸付金を繰上償還させ、翌年度以降は貸付金を年度末に一旦全額返済させて歳入とし、さらに新年度に改めて貸し付ける「短期貸付金」方式に切り替えた[223][224]。
- 2006年2月21日、2005年の包括外部監査結果報告書が提出され、こうした短期貸付金が「実態に反した不透明な処理」との指摘を受けた[224]。
- 同年10月20日の府議会住宅水道常任委員会において、当時の太田房江知事は、短期貸付金が「府民から見て不透明な部分はある」とした上で、長期貸付に切り替えるべきとの指摘に対して「中長期的な課題として受けとめる」と答弁した[225]。
- 2008年12月、橋下の指示で作られた府財政担当者の研究会は、こうした短期貸付金の解消について「多額の財政負担が生じる対応は中長期的な課題」としながら、「当面は（貸付額を）必要最小限に抑えるべき」との結論を出した[224]。
- 2009年3月2日、自治体の短期貸付金の会計処理に絡む「赤字隠し」を巡り、同様の処理が北海道、埼玉県、福井県、三重県、滋賀県、京都府、兵庫県、岡山県、長崎県、札幌市、川崎市、新潟市、浜松市、名古屋市、京都市の9道府県と6政令市で行なわれていたとの報道がなされた[226]。
- 2009年7月30日、2008年度の大阪府の普通会計の実質収支が11年ぶりに119億円の黒字になった事が明らかとなった[227]。

#### 赤字隠し(2)
2010年2月8日、大阪府が財政赤字を隠していたことが再度、発覚。5つの公社への貸付金を年度末の3月31日にいったん全額返済させて歳入とし、新年度の4月1日に改めて貸し付けていたことが、府の包括外部監査で「不当な操作」と指摘された。この一時返済がなければ853億円の赤字であった。
幾つかの自治体が基金からの借入金があったことが10月28日判明。赤字回避宣言は撤回した。主な要因としては、人件費抑制などが挙げられる。
2010年3月19日、橋下は、府議会住宅水道常任委員会で短期貸付金について「公の組織が資金繰りに困って、民間ではやらないような手法をとっている」「でたらめな財政手法」と述べた上で、長期貸付への切り替えを「中長期なんてのんきなことは言ってられない、できるなら本当はすぐにでもやるべき」としながらも、一般財源の手当が必要なことから「申し訳ないが、府民の皆さん、府を転覆させないためにちょっと延ばさせてください」と答弁した。
2010年11月13日、大阪府住宅供給公社・大阪府土地開発公社・大阪府育英会 の3公社について、府の短期貸付金から金融機関の長期貸付金への切り替えを行なう旨の予算要求書が作成された。
- 2010年2月8日、短期貸付金を「不当な操作」と指摘する2009年度包括外部監査報告書が提出された[235]。

翌9日、当時の原口一博総務大臣は会見で、大阪府の短期貸付金を巡る報道について「違法とまでは言えない」としながらも、「本来は長期貸付け又は補助金という形で対応すべき。早急に見直すように助言をしている」と述べた。また、「これは大阪府だけ（の問題）ではない。公会計制度をそもそも見直そうと考えている」とし、住民から見た自治体財政の「透明性が確保されているのか、あるいは財政の持続可能性をどこまで判断されるのか。判断ができないようなやり方はまずい」とコメントした。
- その後の対応として府は、2010年より前出の3公社への短期貸付金を金融機関の長期貸付金への切り替え、他の2公社については2015年までに廃止とする措置を講じた[237]。

大阪府の不適切な会計処理に関して、橋下は2010年2月16日の会見で、「公会計システムがでたらめである」とし、「明治以来続いてきた現金主義」や「出納整理期間とかわけのわからない期間」などを問題点として挙げ、抜本的な改善を総務大臣に訴えていくと語った。同年3月3日、内閣府の第2回地域主権戦略会議に出席した橋下は、地方自治制度改革に関する提案書を提出。その中で、「複式簿記・発生主義会計の導入」「出納整理期間の廃止」を提案している。
大阪府は、2010年（平成22年度）の決算において「特定目的基金からの借入」と「公社への短期貸付金」を見直した上で、普通会計の実質収支で274億円の黒字見込み。

### 治安対策
2009年12月17日に橋下自ら警察庁に赴き安藤隆春警察庁長官（当時）に警察官定員増を要望。2010年（平成22年度）の当初予算で102人、2011年には86人と、警視庁に次ぐ規模の増員を計上した。
2008年（3月24日、橋下は府議会の警察常任委員会に出席。大阪府の知事が警察常任委員会に出席するのは30年ぶりであった。委員会で橋下は、暴力団について「暴力を背景とする脅しを武器に、国民や企業、近年では行政機関等から不当な利益を得ている集団であり、暴力団こそまさに府民の敵、社会の敵である」と述べた上で、「公共調達における暴力団の関与については、府民の貴重な税金が暴力団の資金源となる可能性もあり、非常に憂慮すべきこと」、公共事業の下請け業者からの暴力団排除を「府警本部とも協議しながら進めていく」と語った。
2010年8月12日の記者会見で暴力団の資金源とも指摘される貧困ビジネスを規制する条例を検討していると表明した。橋下は府の担当部局から、貧困ビジネスは「民間対民間の取引なので（規制は）できない」と言われたため、「自分で（条例案の）ドラフトを書いた」と明かし、「福祉担当者や弁護士がこの条例を元に、悪い業者と戦うことができる」と説明した。その後、10月27日の府議会において、貧困ビジネスを規制する全国で初めての条例「大阪府被保護者等に対する住居・生活サービス等提供事業の規制に関する条例」が可決・成立、2011年2月1日から施行された。

### 青少年問題協議会
2010年11月、大阪府青少年問題協議会は、一部のジュニアアイドル誌に18歳未満の子どもが水着や下着姿などで扇情的なポーズをとる写真が児童ポルノ禁止法の規制の対象外となっていることを問題視し、被写体の子供の視点に立った「子どもの性的虐待の記録」を定義する答申が府議会に提出された。府知事である橋下は、同協議会に対して諮問を行った。2011年に改正された青少年健全育成条例では、児童ポルノ禁止法では対象外である「水着、下着等を着用した状態で陰部又はでん部を強調した姿態をとらせる行為」の記録を含めた「子どもの性的虐待の記録」を、事業者及び保護が製造、販売をしないことと、何人も所持をしないことを罰則規定のない努力義務とし、大阪府はそのために必要な調査、指導及び助言をすることと規定した。

### 教育
- 知事就任後、2008年9月5日の記者会見で、全国学力テストの成績が2年連続で低迷したことを受け、「府の現状について『教育非常事態宣言』を発する」と述べ[252]。
- 自身の母校を含む大阪府立の高校10校を「進学指導特色校」に指定し（2011年度から）、これまで府立高校から約1000人だった難関国立大と難関私立大への合格者数について、6割増を目指すことを発表。また体育科を設置する高校と教育センター付属研究学校も同時に設置し、「学力に加え多様な進路希望に対応する」という主張に沿った内容に改編[253]。
- 府立高校の入学者選抜（入試）制度について、学業成績以外にスポーツなどでの評価を重視する、多様な入試制度プランを提唱した[254]。

### 都市政策

#### 伊丹廃港論
橋下は大阪府知事として株主である関西国際空港の活性化の要望をするために出向いた際、関西三空港のあり方について記者団に対し「伊丹空港（大阪国際空港）の廃止も含めて検討し、きちんと方向を出さないといけない」と述べた。一時は撤回したが、2009年に再び大阪国際空港の廃港を主張し、同空港の活性化を求める兵庫県の井戸敏三知事らと対立した。橋下が2009年11月に発表した構想では、2025年に関空へのリニアの整備に着手し、2035年にリニアが開通し、伊丹廃港。伊丹空港の跡地には「英語特区」など外国語教育を進める「国際居住ゾーン」、国際会議や医療施設、物流施設を集めた「商業・流通ゾーン」、研究機関を集めた「研究開発ゾーン」のほか、広大なセントラルパークなども造るとしていた。しかし、2013年伊丹・宝塚市長選挙で維新候補が惨敗すると伊丹廃港論は下火となり、関空リニア構想についてもその後の進展はなかった。

#### 統合型リゾート構想
2009年9月15日、夢洲・咲洲地区まちづくり推進協議会において橋下は、大阪市内ベイエリア再開発の一環として、「カジノが1つのキーワード。結論は出なくても、始めからできないというのではなく、是非検討して欲しい」と提言。10月29日、関西の活性化には都市ごとの役割分担が必要との考えを示した上で、京都と奈良を「世界に誇れる観光の街」、神戸を「日本を代表するファッションの街」と評価。大阪について、「こんな猥雑な街、いやらしい街はない。ここにカジノを持ってきてどんどんバクチ打ちを集めたらいい。風俗街やホテル街、全部引き受ける」「大阪はエンターテインメントの街でいいじゃないですか。都市で役割分担して、上がってきた税収を分ければいい」との考えを語った。
翌2010年1月22日からシンガポールを訪問してカジノを視察、「こういう施設が大阪に欲しい」と話し、「民間に（カジノ）候補地を提示して、選んでもらうのが行政の役割」と述べた。
2010年7月、府庁に「大阪エンターテイメント都市構想推進検討会」を設置。「カジノを含めた統合型リゾート（Integrated Resort=IR）」を府内に立地する為の検討を開始した。7月9日の検討会初会合では、「公営ギャンブルOKの日本において、なぜカジノだけダメなのか」とした上で、「金がないと言えば、国はすぐ増税と言う。増税をやるならカジノだと思う。カジノには所得再配分機能もある。カジノの収益は福祉・医療・教育の財源に充てればいい」と述べた。また、外国人観光客を呼び込む為にもカジノは必要と語り、「立地は大阪湾ベイエリアがいい」との見解を示した。
2010年10月28日には、カジノやパチンコの換金の合法化をめざす国際観光産業振興議員連盟（カジノ議連）の議員らを招いたギャンブリング&ゲーミング学会の大会に出席し、「ギャンブルを遠ざける故、坊ちゃんの国になった。小さい頃からギャンブルをしっかり積み重ね、全国民を勝負師にするためにも、カジノ法案を通してください」と議員らにカジノ合法化を求めた。
2011年8月18日、検討会は基本コンセプト素案をまとめ、「カジノ、ホテル、コンベンション・センター、ショッピングモール、アミューズメント施設、レストラン等を備えた統合型リゾート施設を、民間事業者の建設・運営主体によって構築する」との目標を提示した。

#### 道頓堀プール計画
2012年1月には府市の特別顧問を務める堺屋太一が道頓堀川に全長約1キロのプールを設置する構想を発表し、橋下市長、松井一郎知事も同構想の実現に意欲を示した。しかし、プールが実現すれば観光船が運航できなくなることや、天神祭の一つである船渡御が行えなくなることから関係者からは異論が噴出した。2014年10月には地元商店街でつくる準備会社が、規模を縮小し、全長80メートルで翌年8月に一ヶ月限定でオープンすると決めた。当初は「年間100万人の来場で約33億円の収入を見込む」などとしていたが、2015年1月に準備会社は約30億円の資金集めが難航し、長期間にわたって営業するために必要な運営会社の主体企業も見つからなかったとして計画中止を発表した。

### 同和関連

#### 答弁
2008年（2月の大阪府議会で、堀田文一府議（日本共産党）から「私は、部落解放同盟は、暴力と利権をほしいままにし、部落差別解消にブレーキをかけた、そういう害のある団体だと感じております。（略）行政がそのような特定民間運動団体（部落解放同盟）を応援していいのか」との質問を受けた。
- これに橋下は「同和問題に対する取り組みについてでありますが、本府においては、平成十三年の府同対審答申に基づき、特別措置としての同和対策事業はすべて終了し、十四年度からは一般施策により同和問題の解決に向けて取り組んでおります。」「部落解放同盟が利権や暴力だということを言い切られることでありましたら、これは私の今までの法律家としての感覚からすれば、全く証拠も根拠も何もないことでありまして、それは私も確かにそういうつながりがあるところも知っております、そういう事件があったことも知っています。ただし、そういうことがなく、本当に同和問題の解決に取り組んできたということも知っております。一面的な側面をとらえることなく、きちんと、解放同盟の活動を真摯に見ていただきたく思います」と返答[268]。

堀田は、大阪府における同和奨学金の受給者の全員が返還免除を受けていることを「同和」の特別扱いとして、府議会で問題にした。
- これに対して、橋下は「免除規定の第三号の追加規定にありましては、議会の皆様方の議決を得たところでありまして、議会の皆様方のその議決の意思を尊重した上で行政は執行しております。また、その申請をした人間ほぼ全員がこの規定に当たるという判断で特別扱いをしているというふうにおっしゃいますが、この三号の規定に当たる以上は免除しなければならないというのが行政の立場です」、「この規定ができた経緯といいますか、社会の実態といいますか、歴史的経緯を御存じない、そのような御指摘」「まだ同和問題で苦しまれているそのような家庭で育って、大学や高校に行くのに経済的な理由で進学が困難であるというような子どもを救うことが先決であって、テレビ難民は二の次だと思います。」と反論している[268]。

#### 反応
ジャーナリストの一ノ宮美成によれば、「橋下は、『議会の議決に行政は拘束される。主張を通すなら多数派を取って私にぶつけて下さい』とも発言し、議事録から削除された、黒田まさ子府議（日本共産党）が2000年ならびに2005年の府調査のデータを挙げて「結婚差別も克服、解消されていっている」「同和行政は逆差別になっている」と発言したところ、橋下は「今の質問は残念でなりません。そのような数字や机上の論に縛られることなく、現場の実態を見極めて、政治をやっていきたい」「同和問題が解決されたということは、全くの事実誤認、認識不足だ」と応じた。これに対して部落解放同盟大阪府連委員長の北口末広は「平松市長も、橋下徹知事も、部落差別が存在していることを明確に認め、差別をなくすことが行政の責務と明言している。その信念をもって進めていただきたい」（2008年4月、部落解放同盟大阪府連定期大会での発言）と橋下を讃えている、橋下はまた、飛鳥会事件の小西邦彦やその弟子の丸尾勇（恐喝・職務強要で逮捕され有罪判決を受けた部落解放同盟安中支部の元相談役）の名を挙げ、『解同にしても、飛鳥の小西さんや、八尾のMさん、ああいう人が行政に働きかけたから声が届いたというプラス面もあるが、一回ああなると払拭するのは大変』」とも発言している」という。
- 日本共産党と協力関係にある同和団体の民主主義と人権を守る府民連合（民権連）は「橋下知事の方にこそ、『事実誤認・認識不足』があると言わざるをえません」と批判した[272]。

2008年（平成20年）8月7日、部落解放同盟大阪府連の北口末広らとの政策懇談会を大阪府庁内の会議室で開き、部落問題解決に向けた施策のあり方などについて意見交換した。橋下は「同和問題の解決へ、（残り任期）3年半、真正面から取り組みたい」と挨拶し、「いわゆる同和地区で育ってきた。都道府県の知事のなかで同和問題について一番知り尽くしていると自負している。みなさんの協力をいただきながら、できる限り解決していきたい」と述べ、戸籍謄抄本などの不正取得防止へ本人通知の制度を考えたいとの意向も示した。「部落差別の根本は「血」への差別だが、それはなくなってきている」と述べ、「経済的困窮者が集まってきているところという外形的な差別に切り替わってきていると思う」と持論を展開した。

#### 背景
部落解放同盟大阪府連合会の機関紙「解放新聞大阪版」は、橋下徹が平松邦夫・前大阪市長、倉田薫・池田市長と同様に、部落解放同盟大阪府連合会が設立した組織「同和問題解決（部落解放）・人権政策確立要求大阪実行委員会」の役員（副委員長）に就任している、と報じている。

## 人物
家族
妻と7人の子供がいる（男の子3人、女の子4人）。三男の環（たまき）は2020年（令和2年）4月、橋下の母校の府立北野高校に入学し、同じくラグビー部に入部している。

### 学生時代
小学校時代
小6で身長170センチメートル、体重65キログラムの体格だった橋下はかなり目立つ存在だった。小学校では転校初日からいきなり同級生に殴られた。小中学校時代は、体の大きさから「おっさん」と呼ばれた。
学生時代について橋下本人はTwitter（2011年10月29日）で「僕は学生時代真面目な学生でなかったことは認める。」「先生の中にも僕のことを嫌っていた人はいっぱいいただろう。」とコメントしている。
中学校時代
中学2年生でラグビー部のキャプテンとなった橋下について当時の顧問は、「彼は1日の練習プランではなく、継続的なプランを立てた。なぜその練習が必要なのかを理屈で部員に説明していた。急速にチームが出来上がっていった」と話す。また、3年生時の担任教諭は、「クラスがもめた時、互いの主張を取り入れて解決するのは必ず橋下だった。論理立ててものを述べる交渉術は当時から卓越しており、教師から見てもこちらが見透かされているような怖さがあった」と語る。ラグビーを始めた理由は「一番ワルそうな部に入ったほうが安全だと思ったから」という。
高校受験シーズンを迎えた頃、橋下は放課後の教室で仲間達と勉強会を開いたが、実際には橋下がみんなに教える場になっていた。「勉強教えて」と言われれば、嫌な顔一つせずに応じていたという。仲間達と進路の話題になると橋下は、「俺は将来、政治家になりたい」と語り、当時の仲間の一人は「僕らはどの高校に行くとか、目の前のことしか考えていなかったけど、あいつはいつも遠い先を見据えていた」と回想する。
高校時代
高校時代の同級生には元自民党衆議院議員の川条志嘉、日本維新の会前衆議院議員の木下智彦、NHKアナウンサーの藤井彩子などがいる。高校時代に所属していたラグビー部の顧問は橋下について、「能力の高さは際立っていたが、まじめに練習する姿勢は感じられず遅刻も多かった。小さい頃からコツコツ努力するのが嫌いだったんでしょう」と語り、怠慢によりレギュラーを外されると、橋下は別人のように猛練習を開始したといい、「彼は追い込まれなければやらないタイプでは。逆に言えば本番では予想外の力を出せる人間でもあった」と話す。
3年生時、全国大会に出場したラグビー部で橋下は、通常8人で組むスクラムを7人に減らし、余った1人が素早くボールを外に蹴り出すという戦術を考案。また、ガムシャラに走るだけの練習をやめ、試合をイメージしながら走る合理的なトレーニングを導入。後に橋下は当時を振り返り、「当たり前だと思ってることに疑問を持ったり、伝統を変えようとしたり、何で？と思った時に立ち止まって考えることで、パワーが生まれる」と語っている。
大学時代
兵庫県明石市の泉房穂市長（第49期司法修習生＝1995年研修所入所＝橋下と同じラグビー同好会に所属）は同じ自治体トップとして橋下をよく知る人物の一人であり、ラグビーの練習後に聞かされた話を今も覚えている。
「橋下は破れた革ジャンをタダ同然で仕入れて1着3万円とか5万円で売って大学を卒業したと言っていた。『破れたやつを売ったらまずいやろ』と言うと『どこが悪いんですか。気付かずに買うのはお人よしや』と」。妻は高校の同級生。橋下は進学のために上京するのだが、妻も彼と離れたくないと神戸の大学に籍を残しながら上京、同棲生活をスタートさせた。妻の両親は同棲には反対だったが、彼女は「勘当されても構わない」と駆け落ち同然で橋下と一緒に暮らし、支えていくことを選んだ。橋下によれば「僕は育児に家事何もしないですよ。子供は単に玩具感覚の可愛さです。完全にキム・ジョンイル体制。将軍様ですもん。僕は子供をつくるまでが好きなのかもなあ（笑）」という。
新米弁護士時代
ボス弁の樺島正法は新米弁護士時代の橋下を「純粋な弁護活動よりカネに執着が強い印象だった」「弁護士会から紹介された依頼人から高い着手金を取り、副会長に電話で注意された際『何がいけないんですか』と食って掛かっていたのが印象的だった」と語っている。橋下本人はtwitter（2011年10月29日）で「僕が最初に勤めた法律事務所のボス弁は僕のことを大嫌いである。弁護士の多くは僕のことを嫌いだし。人が人を評価するには色々ある。そういう人は事実を離れて話すだろう。公人という立場である以上、そこは気にしない。」とコメントしている。

### 選挙について
政治家を志望する若者の質問に答え、現行の選挙制度の問題点を具体的に教えた上で、「頑張って下さい！」と励ました。

### やしきたかじんとの関係
司会者・歌手のやしきたかじんについて、政治家・橋下徹の生みの親であると述べている。大阪府知事選に出馬するかどうか悩んでいたとき、やしきから「仮に2期やっても46歳。38歳でやれるんだったらやった方がいい」と出馬を促されたと主張している。やしきの死去に際しては、「非常に残念。すごく優しい人で、強かった」、「いろいろあり過ぎて……」と語った。
たかじんサイドは、「番組に関してはオレに任せてと言っただけ。」と応援に関しては否定している。
救われたこと
大阪市長選において、平松邦夫に勝利した後、殺害予告の脅迫状が複数、届いていた。しかも、本人だけでなく家族を殺すという内容のものまであった。“同和報道”が出たとき、橋下自身も知らなかった事がいっぱいあって、非常にショックを受けたという。しかし、橋下は、中学生の長男と長女には、きちんと報道について説明をした。すると子供たちは、「いろいろ書かれることは仕方ないんちゃう？」といって、逆に橋下を励ました。これに、橋下も「救われた」ともらしたという。また、取材記者の氏名や会社の電話番号まで自らのツイッターで公表し、「親父がやくざ、けっこう毛だらけだ」と逆手にとった。
公務でプロ野球の始球式を行った際などに子供を連れて行き、一緒に試合観戦をしたり、サインボールをもらったりすることがあった。これに対し、龍谷大学の富野暉一郎・教授は「公私混同の家族サービスと見られても仕方ない。目くじらを立てるほどの問題ではないかもしれないが」と指摘した。

### 系譜
家系
橋下の母によれば、「橋下一族は先祖代々同和地区に住んでいたわけではなく、徹の祖父の代にたまたま転入したに過ぎない」という。橋下の母によれば、「橋下家は同和部落出身ではない」ということになる。
実父の出身地の寒村の橋下姓の老婆は「昔は“橋下（ハシシタ）”という家が六十軒ぐらいあった。大概の者は名前を“橋本”に変えて出て行ったと聞いている。ここらの人はみな教育熱心で、一生懸命勉強して就職差別やいろんな差別と闘ってきた。」 と述べている。
橋下姓
橋下の母は次のように語っている。「あの子が生まれた時点で、向こう（橋下家の人々）との因縁を断ち切るつもりで、ハシシタ姓をハシモトと変えたんです。向こうの親たち（橋下徹の祖父母）は、反対しました。けど、橋の下を歩むようなイメージの苗字はどうか。この子は、橋のたもとを注意深く生きていくように、と願って変えました。だから、ちっちゃいときから、あの子はハシモト。その意味は当人もよく知らないはずです。」。
実父・叔父
橋下が実父について述べたインタビューによると、「父親の思い出はひとつだけ。2、3歳のとき、食事中に箸を投げたら、背負い投げされてぼこぼこにされたんです」という。
橋下の母によれば「父親はあの子が小さいときに離れ、以来私も近寄らせませんでした。あの人と私たちは東京と大阪で離れていましたので、仕事も何をしていたのかよく知りません」という。
実父は橋下の幼時期に家庭から離れ、八尾市の同和改良住宅に住み、橋下が小学校2年生の時に死去。自殺だったという。地元八尾の府議によれば「父親は、八尾の改良住宅に住んではったそうです。同和対策事業の一環として建設された住宅で、そこで亡くなったらしい。普通の死に方ではなく、ガス爆発だったと伝えられます。物心ついたころには実父は家にいなかったのでほとんど記憶はない。単なる事故か、あるいは仕事に行き詰って自殺したのではないか、などとも囁（ささや）かれていました」という。実父は現在、同和地区住民のために建設された八尾市の市営墓地に眠っている。
橋下の実父と、その弟の両方を知っているという地元住民によると、「弟は○○（地区）で水道工事会社をやっていたが、今は倒産してない。この水道工事会社は、実は兄、つまり橋下知事の実父が段取りして設立した会社や。暴れん坊で、ある組織 の三羽烏といわれたほどの男や。立場上、名前を出せなかったので弟に会社をやらせていたんや」という。
また橋下の叔父（実父の弟）の水道工事会社は地元八尾市の指名業者でもあったが、部落解放同盟大阪府連が資金源獲得のために設立した直轄の建設業者組織「大阪府同和建設協会」の会員でもあった。倒産時多額の借金を抱えていたため、「貸した金を踏み倒された。なのに謝るどころか、平気な顔をして外国車を乗り回している。なにが『ハシモト』や100人が100人『ハシシタ』と読むわ！」と、今なお怒りが収まらない住民もいる。
橋下は父親が元暴力団だったという報道について「ほぼ事実」と認めた。
橋下の母は「暴力団だったなんて知りませんでした。私たちといっしょに暮らしているときは、そうではありませんでしたから。」と述べている。
部落解放同盟大阪府連合会・赤井隆史書記長によれば「両週刊誌の記事は、橋下氏の父親が暴力団員であったことと、出自であり暮らしていた地区の問題を同列に扱っています。暴力団とその地区がイコールで結びつけられているのです。同和地区に対しての偏見のなかに、“暴力的である”“ガラが悪い”といったイメージがある。両週刊誌の記事はこうした差別、偏見を助長してしまいます」という。
月刊『WILL』（2012年1月号）に、橋下と同じ父親がやくざで被差別部落出身者であることを公言している作家の宮崎学が、「橋下徹前大阪府知事の出自を暴く異常」と題して、一文を寄せた。宮崎によれば「たしかに、不祥事があれば叩けばよい。しかし、出自と不祥事は全く別の問題である。それは、出自に関する問題は、相手に抗弁権が一切ないからである。僕は解放同盟に対して、運動の原点を厳しく批判してきたが、解放同盟から文句を言われたことはほとんどない。それは、相手に抗弁権のないことでは決して批判しなかったからでもある。人間が生きていくうえで自分の力ではどうしようもない運命、出自まで叩く材料にするというのは、足をすくう非常にいやらしい批判であり、ジャーナリズムとして完全に間違っている」と述べた。

### 略系図
|  |  |  |  |      |      |      |      |      |      |  |  |    |    |    |    |    |    |    |    |  |  | ナツ   | ナツ   | ナツ   | ナツ   | ナツ   | ナツ   |            |      |  |  |      |      | 橋下円吉 | 橋下円吉 | 橋下円吉 | 橋下円吉 | 橋下円吉 | 橋下円吉 |  |  |  |  |  |  |
|  |  |  |  |      |      |      |      |      |      |  |  |    |    |    |    |    |    |    |    |  |  | ナツ   | ナツ   | ナツ   | ナツ   | ナツ   | ナツ   |            |      |  |  |      |      | 橋下円吉 | 橋下円吉 | 橋下円吉 | 橋下円吉 | 橋下円吉 | 橋下円吉 |  |  |  |  |  |  |
|  |  |  |  |      |      |      |      |      |      |  |  |    |    |    |    |    |    |    |    |  |  |        |        |        |        |        |        |            |      |  |  |      |      |          |          |          |          |          |          |  |  |  |  |  |  |
|  |  |  |  |      |      |      |      |      |      |  |  |    |    |    |    |    |    |    |    |  |  |        |        |        |        |        |        |            |      |  |  |      |      |          |          |          |          |          |          |  |  |  |  |  |  |
|  |  |  |  |      |      |      |      |      |      |  |  |    |    |    |    |    |    |    |    |  |  |        |        |        |        |        |        |            |      |  |  |      |      |          |          |          |          |          |          |  |  |  |  |  |  |
|  |  |  |  | 義父 | 義父 | 義父 | 義父 | 義父 | 義父 |  |  | 母 | 母 | 母 | 母 | 母 | 母 |    |    |  |  |        |        | 実父   | 実父   | 実父   | 実父   | 実父       | 実父 |  |  | 叔父 | 叔父 | 叔父     | 叔父     | 叔父     | 叔父     |          |          |  |  |  |  |  |  |
|  |  |  |  | 義父 | 義父 | 義父 | 義父 | 義父 | 義父 |  |  | 母 | 母 | 母 | 母 | 母 | 母 |    |    |  |  |        |        | 実父   | 実父   | 実父   | 実父   | 実父       | 実父 |  |  | 叔父 | 叔父 | 叔父     | 叔父     | 叔父     | 叔父     |          |          |  |  |  |  |  |  |
|  |  |  |  |      |      |      |      |      |      |  |  |    |    |    |    |    |    |    |    |  |  |        |        |        |        |        |        |            |      |  |  |      |      |          |          |          |          |          |          |  |  |  |  |  |  |
|  |  |  |  |      |      |      |      |      |      |  |  |    |    |    |    |    |    |    |    |  |  |        |        |        |        |        |        |            |      |  |  |      |      |          |          |          |          |          |          |  |  |  |  |  |  |
|  |  |  |  |      |      |      |      |      |      |  |  |    |    |    |    |    |    |    |    |  |  |        |        |        |        |        |        |            |      |  |  |      |      |          |          |          |          |          |          |  |  |  |  |  |  |
|  |  |  |  |      |      |      |      |      |      |  |  |    |    | 妹 | 妹 | 妹 | 妹 | 妹 | 妹 |  |  | 橋下徹 | 橋下徹 | 橋下徹 | 橋下徹 | 橋下徹 | 橋下徹 |            |      |  |  |      |      | 妻       | 妻       | 妻       | 妻       | 妻       | 妻       |  |  |  |  |  |  |
|  |  |  |  |      |      |      |      |      |      |  |  |    |    | 妹 | 妹 | 妹 | 妹 | 妹 | 妹 |  |  | 橋下徹 | 橋下徹 | 橋下徹 | 橋下徹 | 橋下徹 | 橋下徹 |            |      |  |  |      |      | 妻       | 妻       | 妻       | 妻       | 妻       | 妻       |  |  |  |  |  |  |
|  |  |  |  |      |      |      |      |      |      |  |  |    |    |    |    |    |    |    |    |  |  |        |        |        |        |        |        |            |      |  |  |      |      |          |          |          |          |          |          |  |  |  |  |  |  |
|  |  |  |  |      |      |      |      |      |      |  |  |    |    |    |    |    |    |    |    |  |  |        |        |        |        |        |        | 子ども７人 |      |  |  |      |      |          |          |          |          |          |          |  |  |  |  |  |  |

## 評価
- 大阪維新の会では、橋下が「スターで発信力の橋下」、松井一郎が「武闘派で度胸の松井」「政局の松井」、浅田均が「頭脳の浅田」「政策の浅田」とそれぞれ評されていた（2012年時点）[305]。
- 2008年、文科大臣だった中山成彬は、日教組批判を展開する橋下に対して「命がけで戦っている」と評価した[202]。しかしながら中山成彬が日本維新の会の国会議員だった2013年当時、慰安婦問題で揺れている橋下に対して「橋下徹を代表と思っていない」と桜チャンネルで名指しで批判。これに対して橋下徹も「代表と思っていないのであれば、維新から出ていってもらう」と応酬した。
- 2014年の大阪市長出直し選挙の際、天王寺区長は、「“忠臣は二君に仕えず”という言葉もあるが、自分が区長でいられるなら、市長が誰でもいいと考えることはできなかった。橋下市長の市政改革方針に共鳴したからこそ、私は公募区長となった。」「こんな上司に巡り合えて幸運だった。」と語った[306]。
- 2014年、石原慎太郎は、橋下に対して「個性的だし、演説もうまい。若い頃のヒトラーにそっくりだ」と評価[307]。
- 維新支持層の約9割が、橋下の新党結成表明について、「評価する」と回答した[308]。

### 批判
学者などで「ハシズム（橋下主義）」との呼称が使われている。山口二郎が主催したシンポジウムや著書で用いられている。シンポジウムでは、平松邦夫や香山リカ、薬師院仁志が橋下を批判した。高橋哲哉は「知事を天皇にした天皇制ともいえる府政を作ろうとしている」と批判している。平松邦夫は「絶句した」と批判した。橋下は「これらのハシズムとか言っている大学教授や有識者の話を聴いても、『なるほど』という意見は何一つない」と答えている。
日本共産党はしんぶん赤旗で「橋下イズム」という言葉を使用し、批判を繰り返している。上述の「ハシズム」同様、ファシズムに掛けたものと見られる。
共同通信社は橋下が選挙で圧勝したことに関して、「問題は、彼に75万もの票を入れた有権者の方にある」との報道をしている。
内田樹は「教育は生身の人間が相手の仕事です。子供たちは、さまざまな思想信条、信教、イデオロギーをもった周囲の大人たちの影響を受けています。」などと述べた。隂山英男は、教員管理を強めれば教育が良くなるという発想は間違いだと批判した。
月刊誌『新潮45』(2011年11月号)では作家・精神科医である野田正彰が「これ以上私たちは、自己顕示欲型精神病質者の空虚な言動に振り回されてはならない。演技性人格障害と言ってもいい」と批判している。この記事に関して橋下は名誉を傷つけられたとして著者と新潮社に1100万円の賠償を求めた訴訟を起こすが、2016年4月の大阪高裁は「『うそを平気で言う。バレても恥じない』などの逸話は当時の橋下を知る教員への取材や資料に基づいて書かれ、新潮社側には内容を真実と信じる相当の理由があり、公益目的もあった」として、橋下の訴えを退け逆転敗訴とした。2017年2月、最高裁は橋下の上告を棄却し、敗訴が確定。
帝塚山学院大学教授の薬師院仁志は、橋下の政治手法について、具体的な政策を掲げての「マニフェスト」よりも「キーワード」や「スローガン」の利用が多くみられる、としている。薬師院は、ヒトラーの著書『我が闘争』の一節にある「宣伝におよそ学術的教授の多様性を与えようとすることは、誤りである……効果的な宣伝は、重点をうんと制限して、そしてこれをスローガンのように利用すべきだ」を引用して、橋下を批判している。
読売新聞の渡邉恒雄会長は、橋下徹の「選挙では国民に大きな方向性を示して訴える、政治はある種の白紙委任」と朝日新聞のインタビューに答えたことに関して「ヒトラーを想起」すると発言した。
自民党の中山泰秀は橋下徹について、「安物のヒトラーに乗っ取られている場合じゃない。新しいリーダーをつくりましょう」と批判した。
自民党の西田昌司は、「ここ最近、橋下徹がヒトラーに見えてきました。私は眼科検診を受けるべきでしょうか？」との質問に対して、「ヒットラー戦略そのものをやっておられる。正しく見えている」と発言。
民主党の首相経験者で立憲民主党顧問の菅直人は自身のツイッターにおいて日本維新の会について、橋下徹らの弁舌が「極めて歯切れが良く、直接話を聞くと非常に魅力的な弁舌の巧みさ」があるとし、その政治スタンスや政治的主張は別とした上で、「ドイツで政権を取った当時のヒットラーを思い起こす」とのツイートを行ったところ、これに対し維新の会が抗議。党内外を巻き込む騒動にまで発展した。

### 水道橋博士の批判
タレントの水道橋博士は、芸能界の中で、特に橋下に批判的な人物の一人である。
水道橋の著書によれば、橋下はテレビ番組の生放送中に、阿川佐和子にセクハラ発言を行ったとされる。
この発言は、2006年5月7日に放映されたフジテレビ情報番組『スタ☆メン』の生放送「少子化大国ニッポン！」で阿川が、「うーん、やっぱり産んでおけばよかったなあ…。私の世代はデキちゃった婚はなかったからなぁ…。」と発言した直後に、橋下が返した一言とされる。この発言には司会を務めていた爆笑問題も「ハシモト！今のは完全なセクハラだぞ！」「弁護士なら酒場でも言うことじゃない！」と窘めたとされる。 

### 西部邁の評価
保守思想家の西部邁は、橋下の分析を通じて、ポピュリズムを批判した。
西部は橋下を、本人の発言である「政治家と弁護士は嘘をついてなんぼのもん」を引用して、「ヒットラーもそうであったように、マスの代表者となりうる逸材である」と評している。西部は小泉純一郎を「デマゴーグ」とした上で、橋下の維新八策を小泉改革と酷似しているとして、「小泉と同じく、橋下も無知」であると批判した。

### 一ノ宮美成の批判
ジャーナリストの一ノ宮美成は、橋下のメディアコントロールの手法を解説した。
一ノ宮は、原発再稼働に対する橋下の二転三転する発言を「どうしてこんなデマゴーグが平然とまかり通っているのか？」とした上で、在阪のあるテレビ局の幹部の証言を紹介している。在阪テレビ局幹部の証言によれば、実績を検証した調査報道が必要としつつも、橋下から発信される情報があまりに多く、また発言内容が二転三転するために、その検証が困難で、橋下の発言を垂れ流すことになってしまうという。
また橋下は、ソーシャルメディアを駆使して巧妙な「世論操作」を行っているとも指摘した。
記者が橋下の気に入らない記事を書いたり、質問をすれば、その記者を徹底的に「罵倒」し、その様子を動画として公開して、さらし者にする。としている。この手法の一例として、橋下が、毎日放送の女性記者に対して２６分もの「糾弾」を行った例を挙げた。この記者は、教職員の君が代起立斉唱条例問題について質問したが、橋下は「それは教育委員会が命令したことだから、私は関係ない」「勉強不足だ」「とんちんかんな質問するな」と発言して、「毎日放送には社歌があるのか？社歌のない会社の記者にそんなことを質問する資格などない」などと逆に批判した。また橋下の説明責任については、「そもそもこの条例の立案者は橋下氏で、条例を議会に提出し、成立させたのも橋下氏が代表を務める『大阪維新の会』です。職務命令を出したのも、橋下氏が任命した教育長です。当然、橋下氏は質問に答える責任がある」と付け加えている。。

### 適菜収の批判
作家の適菜収は橋下に対して、長らく批判を続けている。
「大阪都構想」を巡っては、戦後最大の詐欺であると主張した上で、橋下を「詐欺師」であると断言した。また、橋下が事実を大阪市民に伝えないために、メディアや学者、ジャーナリストに圧力をかけ続けているとも、批判した。
適菜は、大阪維新の会が作成した「都構想」の宣伝パネルを「詐欺パネル」とみなした。これに関して、橋下の著書の「ウソをつかない奴は人間じゃねぇよ」との記述と、ヒトラーの発言とされる「大衆は小さな嘘よりも大きな嘘の犠牲になりやすい。とりわけそれが何度も繰り返されたならば」を比較して、「住民投票まで徹底的に嘘をつきとおす方針を固めたのだろう」と批判した。
一方で橋下は、適菜に対して、「この手の類の世界一のバカは、二言目には衆愚政治と言いますよ。顔を見て下さい。世界一バカな顔をしていますよ 」「自分が当事者になって選挙での勝負もせずに、外野から喚いているだけ。どんな教育を受けて育ったんだろう？」「自分達が一番賢いと信じている世界一のバカという典型的な寓話ですね。バカは無視しておきましょう」などと評している。

### 藤井聡との対立
京都大学の藤井聡教授と長年に渡って、対立している。
2015年1月27日、藤井がネットメディア・新日本経済新聞にて、「大阪都構想」を批判する記事『大阪都構想：知っていてほしい７つの事実』を発表したことについて、橋下は、自身のTwitter上で藤井に対して、「バカな学者の典型」「お勉強はできるのかもしれないが相当地頭が悪そうだ」「とんでもない嘘八百」「事実誤認の虚偽事実を内閣参与の肩書を持ちながら公言」と批判を加え、大阪市役所の定例記者会見でも、藤井を批判した。
藤井の主張によれば、一連の橋下の「誹謗中傷」によって、大学に電話やはがき、手紙が殺到し、通常の業務ができない状況に追い込まれたという。
一方で橋下は、藤井が自民党の西田昌司との対談中に行った「ヘドロチック」との発言を、橋下に対する「批判や論評を超えた侮辱発言」として問題視し、「僕はバカにされた場合にやり返すだけ」としている。
橋下が代表を務める大阪維新の会は松井一郎幹事長名義で、藤井に対して「公開討論」を求める文章を送付。また、藤井が勤務する京都大学の山極壽一総長宛に抗議文を送付、「適切な判断の下にしかるべき対応をしない場合には、国会の場で本件問題を確認させて頂く」と対応を迫った。
これに関して、橋下は「僕は言論弾圧の意図など全くない。単に社会人としてのマナーを問うている。そして大学教授と言えども組織の一員。バカな従業員がいれば上司に監督を求めるのは当たり前。藤井氏は自分は京都大学の一教授だと言う認識がないようだ。バカな組織の一員がいればそれを正すのが組織のトップの責任」としている。
3月10日には、橋下が最高顧問を務める「維新の党」の足立康史が、衆議院予算委員会で「京都大学の藤井についての使用者責任」を糾弾する国会質問を行った。
藤井は、これらの「維新」関係者の動きを、自身の失職を狙った言論封殺行為であるとしている。
「維新の党」は、松野頼久幹事長名義で大阪の全テレビ局に対して、藤井のテレビ出演自粛を求める文章を送付した。この文章では「大阪維新の会反対、大阪都構想に反対の象徴として位置付けられている藤井氏の存在が広く周知されること自体が、大阪維新の会、大阪都構想について反対している政党および団体を利することになる」として、藤井が各メディアに出演することは、放送法四条における放送の中立・公平性に反すると主張した。また衆議院予算委員会でも、足立が藤井のテレビ出演について、放送法違反であるか否かの質問を行った。
一連の橋下と「維新の党」関係者の行動に対して、藤井は「ナチス・ドイツの国民啓蒙・宣伝大臣ゲッベルスが全体主義国家が持つべきものとして述べた「すべての力を反対意見の抑圧に用いることは極めて重要だ。真実は嘘の不倶戴天の敵であり、したがって、真実は国家の最大の的なのだ」という態度そのものだ」と批判した。
また藤井によれば、橋下は、都構想への賛成を呼びかけるテレビコマーシャルやチラシなどの「プロパガンダ」を、公的資金を投入して展開しつつ、「住民投票の有権者の公正判断において、何よりも大切な「事実情報」が、有権者に届かないようにする圧力を様々な詭弁と公権力の双方を駆使しつつ、かけ続ける言論封殺を行い、それを通して実際にテレビや新聞、そして、あらかたの言論人やジャーナリストを黙らせることに成功した」としている。
藤井は、これらの橋下の政治手法を「ブラック・デモクラシー」と称して批判している。
2015年10月、橋下が代表を務める大阪維新の会は、朝日放送の『おはようコールABC』について、放送法４条に違反するとして、放送倫理・番組向上機構（BPO）に審査を申し立てた。「大阪都構想」に否定的な見解を持つ藤井の出演が、政治的公平に反すると主張。朝日放送は藤井の出演を見合わせることを発表した。

### 中野剛志の批判
経産官僚の中野剛志は、ヒトラーになぞらえて、橋下を痛烈に批判している。
中野は、橋下の「今の日本の政治に一番必要なものは独裁」「本物の独裁者は、自ら「独裁」とは口にしない」などの発言を、「民主政治に対する初歩的な無知」であるとして、「有権者の大多数が「独裁」を望むならば、「独裁」を公約した政治家が選挙を通じて権力の座に着き、本物の独裁者になる」として、民主政治が独裁政治に転落する危険性を指摘した。
中野は、橋下ら維新関係者が、大阪都構想に反対する藤井聡を、記者会見やツイッターで批判したり、藤井を出演させたテレビ局に抗議文章を送付したりしたことを、「いやがらせ」や「迫害」であるとして、批判した。
「民主政治においては、空気を支配することで言論を弾圧することができる」として、橋下らの「嫌がらせ」が批判的な意見を萎縮させる効果があると指摘しつつ、マスメディアやジャーナリスト、知識人あるいは国政においても、さして問題視されずに放置されていたと指摘した。
さらに中野は、小林秀雄の随筆『ヒットラーと悪魔』を引用しながら、橋下とヒトラーの政治手法の類似性を指摘した。
中野は、小林秀雄がヒトラーを分析した一文を、橋下の言説と比較した。
中野は、橋下の政治観を「正しいか間違っているかではなく、勝ちか負けかでしか見ていない」として、ヒトラーの政治理解そのものであると断言した。
また、橋下をヒトラーになぞらえるのは、過剰反応とする意見に対して、「しかし、あのヒットラーも、最初は侮られていたのである。」として、当初橋下を大阪府知事に推薦した自民党と公明党の政治家が、「テレビタレントとみなして、高を括っていた」「自分たちが利用しようとした」橋下氏に裏切られ、追い詰められた。とみなした。
中野は、橋下が大衆世論の支持を得るために、わざと攻撃的な言動を繰り返したと考えた。橋下が、大阪市役所や自民党、マスコミあるいは藤井といった敵を繰り返し批判することで、大衆が「敵に対して、一歩も譲らぬ不屈の精神」を読み取り、橋下の支持に至ったとした。
中野は、橋下の政治手法は「独裁そのものなのである」とした上で、その手法は、ナチス・ドイツもやっていた古典的な意思決定方法に過ぎないと、批判した。
また、橋下の議論に対する認識も批判した。橋下の著書を根拠に、「議論を「勝ち負け」を争うだけの「ケンカ」としか考えてない」とした上で、小林秀雄によるヒトラーの著書『我が闘争』の分析を引用して、これが橋下の発言であっても、おかしくないと考えた。
一方で橋下は、中野に対して「小林よしのりと中野剛志の共通点は、自分の論こそ絶対に正しく、その他の論は全て愚。自分と反対する人間は全てバカ。自分こそが今の日本を引っ張っているという勘違い。それと非常識。まあ僕の嫌いな自称インテリ層の典型だ。僕は学者が嫌いなんじゃない。学者さんの多くに知恵を頂いている。
」と評している。

### 百田尚樹・北村晴男との対立
作家の百田尚樹とは以前は良好な関係にあり、テレビなどでも共演していたが、後に価値観の相違から袂を分かち、Twitterなどでも罵り合いに近いやり取りを行うようになった。2022年12月には百田が橋下の膨大な言動およびそれから感じた違和感を取り上げた『橋下徹の研究』（飛鳥新社）を上梓している。またかつて『行列のできる法律相談所』で共演していた北村晴男も、橋下が番組で「ウクライナは戦うより妥協すべき」と発言し、日本在住のウクライナ人ジャーナリストとナザレンコ・アンドリーと口論に発展したこと、大阪市南港の「咲洲メガソーラー発電所」と「上海電力」に関する疑惑などに対する同様の違和感を橋下の前で指摘している。

## 発言・言動
政界進出前、示談交渉による解決を看板にしていた時代には、権謀術数を駆使した交渉術を売りにしていた。橋下は交渉術の核心として、以下の発言を残している。
橋下は、交渉では「脅し」が重要であることを繰り返し強調している。具体的な説明として、自身の体験談を交えつつ、詳しい解説もしている。
また橋下は、「タフな交渉現場においては、ずるいやり方も必要に」としている。
同時に交渉の現場では、たとえ話で論理をすり替えて、相手に自分の主張が間違っているかのような錯覚に陥らせることが大事、としている。
また、橋下は自身の体験談として、ある貸金業者に務める男性を相手にした交渉のエピソードを語っている。
また、自分側に非がある場合でも、交渉を有利に進めるために謝罪を避けるべき、としている。
伝統芸能やクラシック音楽などの、いわゆるハイカルチャーに否定的な見解を示す一方、お笑い、ギャンブルやストリップなどの大衆文化を肯定的に評価する発言が多い。
公務員に対しては、その職業のあり方に異論を示すことが多い。
子育てについては厳しいやり方で、時には体罰が必要な旨を発言している。
現在は体罰に否定的な発言が多いが、当時行っていた体罰について内容を具体的に語ることが多い。2021年9月25日放送の『今田耕司のネタバレMTG』（読売テレビ）では橋下家で飼っている犬を叱らなかったことで、三女に、「パパ、テンちゃん（犬）に私にやったようにやらなきゃ！」「ふすまに叩きつけたやん」と逆に叱られたエピソードを話していた。
- 著書の中で「ルールをかいくぐるアイディアを絞り出すことこそ、いまの日本にとって一番必要なんじゃないか！」[392]「明確なルールのみが行動の基準であって、明確なルールによる規制がない限りは何をやっても構わない」[393]「ルールの隙を突いた者が賞賛されるような日本にならないと、これからの国際社会は乗り切れない」などと述べている[394]。
- 「競争の土俵に上がれる者」に対しては徹底的に競争を促している。障害者に限定すれば、企業への雇用促進を奨励している。生活保護に関しては、予算カットの方向が目標である。「障害者雇用日本一を目指したい」と述べて、障害者の法定雇用率1.8%に満たない企業に対して雇い入れ計画の提出を義務づける障害者雇用促進条例を全国で初めて制定[395] したり、障害者支援学校の増設やスクールバスの拡充をするなど、障害者支援政策に積極的に取り組んでいる[396]。
- 演説した後、「どなたか子供とか孫とか誰か（堺市議選に）出すという方はいらっしゃいませんか」「ご負担をかけないように全面的に維新がサポートしますので」を発言した。すると、演説を聞いていた大阪市北区の介護福祉士が挙手。橋下は満面の笑みで、「あ、お兄さん本当（に立候補してくれるのか）？」と応じた[397]。
- 2013年1月、大阪市立桜宮高校で体罰により生徒が自殺した事件において、教員の総入れ替えなどについて言及。遺族宅を弔問した後、「スポーツ指導での体罰は一切認めない」と批判。兵庫教育大学前学長の梶田叡一は、「解体的な出直しが必要な問題で、橋下市長の発想は間違っていない」と発言した[398]。体育系2科の入試中止要請、「（市教委が2科の募集中止を拒否した場合、対抗措置として）予算執行権をきちんと行使する」、「春に顧問が残っているようなら、体育教師分の人件費を出さない」、教員総入れ替えの要請、体育科廃止や廃校の検討、「（反対なら）選挙で僕を落とす手段が与えられている」など続々と意見表明した[399][400]。同11月、「桜宮高校は確実に再生している」と評価。生徒に「仲間の自殺は一生背負うべき十字架。天国に行った仲間のためにも誇れるような学校にしてほしい」と述べた[401]。
- 2008年（平成20年）10月19日に、伊丹駐屯地で開かれた「中部方面隊創隊48周年記念行事」の祝辞の中で、「人の悪口ばっかり言っているような朝日新聞のような大人が増えると日本はダメになります」と発言した。後に、10月3日の朝日新聞における山口県光市の母子殺害事件を巡る橋下のタレント弁護士時代のテレビ発言を批判した社説に対する反論だと主張した[402]。その翌日の同年10月20日には「朝日新聞がなくなった方が世のためになる。全く愚かな言論機関。すぐさま廃業した方がいい。権力の悪口を言っていればいいと思っているのではないか」と非難した[403]。これらの言動について産経新聞は「えーと、悪口ばかり言っている大人は・・・・・・なんでしたっけ。」[404] と論評した。

### テレビで懲戒請求呼びかけ
2007年（平成19年）5月27日放送の読売テレビ『たかじんのそこまで言って委員会』において、「あの弁護団に対してもし許せないと思うなら、一斉に懲戒請求をかけてもらいたい」、「何万何十万っていう形であの21人の弁護士の懲戒請求を立ててもらいたいんですよ」 と山口県の光市母子殺害事件の弁護団に懲戒請求を行うよう視聴者に呼びかけた。これによりテレビやインターネットなどで、「懲戒請求書の記載の仕方」を見た人たちの懲戒請求書約7,558通（前年の2006年度中に全弁護士会に来た懲戒請求総数の6倍以上）が殺到することになった。
これに反発した弁護団のうち4人が業務を妨害されたとして、2007年9月、橋下に1人当たり300万円の損害賠償を求めて広島地裁に提訴した。橋下は「発言に違法性はない」、「懲戒請求は市民の自発的意思」、「自身のテレビでの発言と一般市民の懲戒請求の間には因果関係はない」などと反論した。
後に橋下自身は懲戒請求していなかったことが明らかになり、そのことを批判されたが、その理由について「時間と労力を費やすのを避けた」、「自分がべったり張り付いて懲戒請求はできなくはないが、私も家族がいるし、食わしていかねばならないので…」などと釈明した。
この懲戒請求呼びかけについて、ジャーナリストの江川紹子は「請求の内容によっては、懲戒請求をされた弁護士の側から訴えられる可能性もあるという負担やリスクを説明せず、ただ『誰でも簡単にできる』と気楽なノリでしゃべっている」、「「世間」を煽っている感じさえする」などと批判。
同年8月6日、橋下は弁護団が開いた緊急報告集会に出席していたが、その場では「安田弁護士が最高裁の弁論を欠席したこと、これは究極の弁護方針として、弁護戦術として、これはもうもっともだと思う」などと発言していたが、翌8月7日の自身のブログにおいては、自分たちだけが正義の実現者だと思い上っているとして、「この集会はカルト集団の自慰（オナニー）集会だね。」と酷評した。また、「チンカス弁護士」「オタク法律家」「法律オタクのお坊ちゃん弁護士」などと述べた。
また、横浜弁護士会が懲戒請求者に対して住民票の提出を要求したことに対して、自身のブログで「横浜弁護士会のトンチキ野郎」「偽善に満ちた行為」と激しく非難。
懲戒請求自体は「正当な弁護活動の範囲」などとして各弁護士会で次々と却下されており、懲戒処分された弁護士は1人もいなかった。
同年12月17日、今度は反対に、市民約350人が「刑事弁護の正当性をおとしめたことは、弁護士の品位を失うべき非行だ」として、大阪弁護士会に橋下に対する懲戒処分を請求した。橋下弁護士が懲戒請求をよびかけた弁護団の中に兄弁護士にあたる先輩がいた事から、橋下弁護士の最初の勤め先の親弁護士であった樺島弁護士も、この橋下弁護士に対する懲戒請求に名前を連ねている。その後2009年4月14日、弁護士会綱紀委員会は懲戒相当である旨議決。2010年9月17日、業務停止2ヶ月の処分が下った。また21日、処分内容が一部マスコミに漏れた点を問題視し、大阪弁護士会会長に対しても懲戒処分申し立てをした。「弁護士会の品位の基準と僕の基準は違う」とまで発言している。
広島弁護士会に請求申し立てされた7弁護士への懲戒請求は却下されたが、これを受け、弁護団の4人が橋下を相手に損害賠償請求を行った。一審の広島地裁は2008年10月2日名誉棄損を認め計800万円の賠償を命じた。二審の広島高裁は2009年7月2日、賠償責任は認めたが賠償額を360万円に減額する判決を下した。終審の最高裁は2011年7月15日、二審を破棄し、賠償請求を棄却した。これにより橋下の逆転勝訴が確定した。
また、2009年11月27日に弁護団21人のうち19人が、橋下と読売テレビに対して合計1億2,400万円の損害賠償を求めて訴訟をおこした が、広島地裁は2013年4月30日、請求を棄却した。2014年2月28日に広島高裁は地裁判決を支持し、弁護士側の控訴を棄却した。
2015年3月26日、最高裁は弁護団の上告を退け、弁護団側の敗訴が確定した。

### 竹山修身との論戦
2015年9月28日の大阪戦略調整会議（大阪会議）の第3回会合後、竹山修身と「場外論戦」を繰り広げた。竹山は大阪府、大阪市、堺市の東京事務所を統合することを提案したが、橋下は「（大阪会議で協議しなくても）堺市が（大阪府市で統合済みの東京事務所に）入ってくればいいだけの話」と主張。竹山は「政局に利用された感じで、不満が残る会議でした」と不機嫌な表情で語ったのに対し、橋下は「政局の利用なんて全くない。竹山氏は古くさい議会のやり方、役人のやり方に慣れ親しんでいる」と反発。報道陣そっちのけの応酬が続き、取材に参加していたフリーアナウンサーに声をかけられ幕切れとなった。

### 所得申告漏れ
2006年（平成18年）5月23日、本業である弁護士業務の経費計上等にかかわる約2500万円の申告漏れを大阪国税局から指摘され、修正申告に応じたと産経新聞 に報道された。

### 「今の日本の政治で一番重要なのは独裁」
2011年（平成23年）6月29日、パーティーで大阪府知事・大阪市長のダブル選挙に関して、「大阪は日本の副首都を目指す。そのために今、絶対にやらなければいけないのは、“大阪都”をつくることだ」「今の日本の政治で一番重要なのは独裁。独裁と言われるぐらいの力だ」と述べ、大阪都構想に反対する大阪市を抵抗勢力だとして「権力を全部引きはがして新しい権力機構をつくる。これが都構想の意義だ」と締めくくった。
橋下は自分自身は独裁者とは成り得ないと考えており、「今の統治機構において（中略）いわゆる独裁は無理」「選挙が公正に行われる限り、権力の独裁はあり得ない」「メディアの厳しいチェックも受けて、独裁なんてやりようがないですよ」と自身のツイッター上で発言している。独裁ではないかという指摘に対して「こんなキュートな独裁者いますか？」と言い返すことがある。

### 鳥取県議
2011年（平成23年）5月24日に、「鳥取県は60万人くらいの人口で、議員が40数人いるんですかね。鳥取県議なんて6人でいいんですよ」と発言。鳥取県知事・平井伸治は、「大阪の人が鳥取県の自治について議論するのは差し出がましい。大きなお世話だ」と不快感を示した。平井は「簡単に人口で割りきる議論は、デリケートな地方自治にはなじまない。そんな暇があるなら大阪府の自治についてしっかり議論してほしい」と批判した。
- 橋下は、関西広域連合の会合で、「国全体の国会議員の数や地方議員の数が多すぎるというのは僕の持論。都市部と地方部の議員の数のあるべき姿についてこれから勉強させてもらいたい」と自身の発言について謝罪。平井は「都市と地方の違いに考慮してもらえれば」などと述べた[433]。

### 慰安婦問題について
慰安婦問題については、「慰安婦が軍に暴行、脅迫を受けて連れてこられた証拠はない」として、日本軍による慰安婦の強制連行を否定する主張をしている。

#### 主張
2013年5月15日に「（慰安婦を）容認はしていない。」とした上で「日韓基本条約に基づき、法的に解決済みと言っていることの方が元慰安婦を傷つけている」と安倍晋三首相の国会答弁を批判するとともに「欧米諸国が自由恋愛の名の下に、現地の女性を使っていたのも事実だ。日本だけを不当に侮辱している」「今、慰安婦制度が必要とは言っていない。メディアの報じ方で世界が誤解する」と述べた。
5月17日には、「僕は慰安婦を容認したことは一度もない。メディアは一だけ聞いて、そこだけとる。（誤解されたのであれば）日本人の読解力不足だ」と語り、拒否する意向を示した。「歴史をひもといたら、いろんな戦争で、勝った側が負けた側をレイプするだのなんだのっていうのは、山ほどある。そういうのを抑えていくためには、一定の慰安婦みたいな制度が必要だったのも厳然たる事実だ」「（慰安婦制度は）朝鮮戦争の時もあった。」「日本国が、韓国とかいろんなところの宣伝の効果があって、レイプ国家だと見られてしまっている。ここが一番問題。証拠が出てくれば認めなきゃいけないが、今のところ2007年の（第1次安倍内閣の）閣議決定ではそういう証拠がないとなっている。」などと発言 した。
「慰安婦に対する法的責任がある」、「元慰安婦に対する配慮を」とした報道に対しては、「僕本人に何の確認も取っていないもの」、「誤報じゃないと言っているが、表明なんて思っていない。これは意図的なものと感じざるを得ない。ちょっと一線を越えていると思う。」、「応援してくれる人を引き離す様な話」と主張した。

#### 慰安婦との面会について
2012年（平成24年）9月24日、韓国から訪日した吉元玉ら元慰安婦が橋下に面会するため大阪市役所を訪れた が、橋下が登庁しない日だったため実現しなかった。橋下は翌25日、慰安婦と面会する意向を示す 一方、24日に面会しなかったことを朝日新聞記者からツイッターで批判されたことに対しては、「今までの朝日記者で一番質が悪い」「記者ってそんなに偉いんですか。偉そう過ぎ」とツイートし返し、騒動になった。
2013年5月13日、橋下は再訪日する元慰安婦に対して「オープンの場ならばお会いして、どういう経緯で慰安婦になったのか聞いてみたい」「僕に会うというのは政治的な主張をしたいということでしょうから、オープンにしないと市長としてお会いする意味はあまりない」と述べ真相に興味を示した。
5月24日、元慰安婦側との面談が2度目の中止となった。「会うのが嫌になった」とこの時も元慰安婦側がキャンセルした形となった。元慰安婦側は「（橋下は）自らを救うため、ひざまずくパフォーマンスまでしようとした」「責任を取って政界から引退することを望む」などの主張をしているという。
この際、橋下は要望があれば面会に応じるとし「（24日は）休日でお会いできなかった。慰安婦の方の意見にもしっかり耳を傾けないといけない」「証拠がなかったら事実を認めることはできない」と述べていたが、元慰安婦の側は「謝罪したいというならともかく、話を聞こうというだけなら面会する必要はない」 と話した。

#### 橋下の発言への反応
著名人
- 東浩紀は「橋下徹は、そりゃいろいろおかしいところもあるけれど、でも実行力や洞察力のある重要な政治家だと思うけどな。こういうふうに潰していいんですかね」「（自身は橋下徹支持派ではないが）橋下徹憎しでヒステリーみたいに罵詈雑言飛ばしているひとが多いので、ごく常識的な懐疑を述べているだけ」とツイッター上で発言して過度の橋下バッシングに疑問を唱えた。また、堀江貴文もこの意見に同意する趣旨のツイートをしている[448]。
- 吉永みち子は、「慰安婦制度を容認する前提には、人間性を否定する戦争の肯定がある」と指摘。和田春樹は「問題について既に判決は出ており、裁判は終わっている」と批判。小沢遼子は「従軍慰安婦は世界的な問題として捉えられており、品位を持って語ってほしい」と注文した[449]。
- 慰安婦問題研究で知られる吉見義明は2013年6月4日、2013年5月の発言は自身の研究を否定するものであるとして謝罪と撤回を求め、回答期限を7月5日とする公開質問状[450] を送ったが、期限を2週間以上過ぎた21日現在も回答は受け取っていない。このような態度は無責任で到底容認出来ないとして再度公開質問状を送る予定という[451]。
- 浅草キッドの水道橋博士は、2013年6月15日放送（関西地区）のたかじんNOマネーにおいて、橋下は自身の発言に対して支持が7割（番組視聴者のみを対象としたアンケート）を越えたことに関して「やはり有権者の方は冷静だなと。小銭稼ぎのコメンテーターとは違う」とコメントしたことに激怒し、「橋下さん、冒頭で小銭稼ぎのコメンテーターと言われたんで、ぼく今日で番組降ろさせていただきます」と唐突に番組降板を表明してスタジオを退場した[452][453]。

政治家
- 石原慎太郎は「軍と売春はつきものだ。それが歴史の原理だ。間違ったことは言っていない」と述べ、橋下を擁護した[454]。

与野党双方から批判の声が上がった。
- 野田聖子は「論外だ。男性の矜持はどこに行ったのか」と橋下の発言を批判した[456]。
- 稲田朋美も「慰安婦制度は女性の人権に対する大変な侵害だ」と批判した[457]。また、「慰安婦制度自体が悲しいことだが、戦時中は合法であったのもまた事実だ」と語り、同時に「今であろうと戦時中であろうと女性に対する重大な人権侵害であることに変わりはない」とも述べた[458]。
- 片山さつきは「橋下市長、あなたの仕事は不十分な知識で機微にわたる困難な問題に口を突っ込み混乱を巻き起こすことではなく、自ら言い出した大阪の改革をやり遂げることじゃないの？ おねーさんは怒っています！ 早く謝罪し、今後この問題については、事前に奥様に聞いてからご発言なさいませ！」と怒りを露わにし、早急な謝罪を求めている[459]。

日本国内のメディア
- マスコミ各社は、この発言を受けて、各都道府県の定例知事会見などで、各都道府県の知事に対して、慰安婦問題に関する見解を示すように求めている。
- NHKは「従軍慰安婦問題は、日本の帝国主義が膨張するなかで広がった戦時の性的な暴力行為」だとする韓国側の反応を伝えた[460]。また中国も同様に「慰安婦の強制は日本軍国主義が第2次大戦で犯した重大な罪である」と論評した[461]。

毎日新聞は、橋下と記者団との一問一答を掲載した。橋下は、「かなりフェアに発言要旨を出している」と述べている。
アメリカ合衆国
- 5月16日、朝日新聞の大島隆記者は、アメリカ合衆国国務省のジェン・サキ報道官の記者会見において、橋下の発言を紹介した後、アメリカ合衆国は慰安婦を「性奴隷」として定義しないのかと質問した。サキ報道官は「慰安婦の定義について、あなたは特定の事象を具体化しようとしている。米国は慰安婦は慰安婦であると過去から述べている(Again, I don’t know that I’m going to define it. You kind of laid out the specific details there, and we have described this issue in the past as comfort women)」と回答し[463]、翌5月17日には「言語道断で不快だ」と橋下の発言を非難した[464]。
- ワシントン・ポストは、AP通信による「戦時中の性奴隷[465]は必要だったと大阪市長」(Osaka mayor says wartime sex slaves were needed to ‘maintain discipline’ in Japanese military)と見出しを付けた記事を掲載した[466][467]。

韓国
韓国外交省は「反人道的な犯罪を擁護している」と強く反発した。
- 金武貴（ムーギー・キム）は、「（橋下の）地方分権、道州制、議員の大幅削減、企業・団体献金の禁止、原発廃止といった大改革」に国民が熱狂したにもかかわらず、石原氏というポイズンピルを受け入れて日本の恥のような位置づけになってしまったことは残念だと主張している[469]。
- 元慰安婦の金福童は14歳（1940年）の時に「軍服を作るために日本へ行く」と言われて日本軍に連行され、前線地で8年間、22歳になるまで慰安婦として従軍させられたとの主張をした上で「ここに本人がいるのに、どうして証拠がないと言うのか。私がここに生きている。それ以上の証拠がいったいどこにあるのか」と橋下を非難した。彼女の証言に基づくと、日本の降伏後に3年程度慰安婦を強いられたということになる[470]。また、終戦間際に戦地の病院で看護に従事（2005年1月11日の朝鮮日報の記事によると1945年8月31日に軍属に採用[471]）したとの体験談を語っている[472]。その約2ヶ月後、金福童は米国のグレンデール市の従軍慰安婦像除幕式にも足を運び、式典参加者に対して「日韓の未来はあなた方が協力して日本に圧力をかけ、公式謝罪を勝ち取れるかどうかに懸かっている」[473] と訴えた。

市民団体
- アジア女性資料センター、婦人民主クラブ、女たちの戦争と平和資料館、靖国・天皇制問題情報センターなどが、参議院議員会館で抗議集会を開催した[474]。「日本軍慰安婦問題関西ネットワーク」も5月17日、大阪市役所前で緊急抗議集会を開催[475]。
- 「日本主婦連合会」[注釈 11]・「なでしこ維新の会」[注釈 12] 会長の東瀬幸枝は、「戦時体験ある女性として、全面的に橋下徹氏の発言を支持する」と表明した。東瀬は「戦後進駐軍が今里新地に徘徊していた頃、私たち大阪の主婦は命がけで働いていた。しかし怠惰な各国人女性達は米兵と夜な夜な遊び狂い、せしめた物品を高額な金額で売りさばき遊興していた。」と述べ、「一部の異常な女性団体の発言やデモは不勉強極りない失礼な行動です。どうぞ、国民の皆様は、戦争体験者の実体験からくる真実を知って下さい」と訴えた。さらに、橋下の一連の発言は「国民を守る為の発言、戦争を防ぐ為の発言、不運に巻き込まれた女性の名誉の為の発言、現在も必要な軍隊の維持方法の為の現実的な提案発言、女性達が今後に不幸に巻き込まれる事の無いように〜との思いやり発言」であると主張した[476]。

### 米軍問題
米軍の軍属が犯罪を犯し、有罪判決を受けた。それに対して、日本の人権派が「米軍は出ていけ！」と主張する展開をみせた。これに対して、橋下は「1人のアメリカ人(軍属)が罪を犯したからといって、まじめなアメリカ兵までが非難されるのは違う。」と批判。「米軍を批判するなら、それは米兵・軍属のコントロールの仕方だ」と主張した。
2013年5月13日の大阪市役所で記者団に向けた夕方の会見にて、日本維新の会と政策協定を結んだ政党そうぞう関係者らとともに飛行場を視察した際に橋下が「沖縄で米兵の性犯罪が多発している」と指摘した上で「若い兵士の（性的）欲求にどのように対応しているのか。合法的な風俗での対応は考えていないのか」と司令官に尋ねた後に「もっと風俗業を活用してほしい」と進言したことを明らかにした。
「戦時中の慰安婦制度、必要なのは誰だって分かる」と発言したことが問題視される中で、同日夕方の会見で「慰安婦制度じゃなくても風俗業は必要だと思う。米軍の司令官には法律の範囲内で認められている中で、性的なエネルギーを合法的に解消できる場所は日本にあるわけだから、もっと真正面からそういう所（風俗業）を活用してもらわないと、海兵隊の猛者の性的なエネルギーをきちんとコントロールできない。建前論じゃなくて、もっと活用してほしい」と米軍海兵隊司令官に進言したことを明らかにした。
上述の橋下の進言に対応した米海兵隊司令官は「凍り付いたように苦笑いして『米軍では禁止している』」と述べ、その話題をすぐに打ち切った。
橋下は「日本国において法律で認められた風俗業を否定することは自由意思でその業を選んだ女性に対する差別だ」、「日本をはじめ完全なる職業選択の自由がある国で、法律上認められた風俗業を否定するのか」、「だいたい、アメリカはずるい。アメリカは一貫して、公娼制度を否定する。現在もそうだ」、「建前は禁止でも、軍人の性的欲求が0になるわけがない」などと反論した。
2013年5月16日、アメリカ合衆国国務省のジェニファー・サキ報道官は記者会見で、橋下の発言に対して、「橋下市長のコメントは非常識で、そして攻撃的であった」「その時代、性の目的のために取り引きされたこれらの女性たちに起きたことは酷いことであり、はっきりした人権侵害である」「われわれは被害者に心からの同情を表すとともに、日本がこの問題や過去の問題について近隣諸国と協力し、前に進むべく関係を育むことを望んでいる」と発言した。
この記者会見は日本のマスコミによって『サキ報道官は橋下の従軍慰安婦に関する発言に対して「言語道断であり、不快だ」として厳しく批判した。アメリカ政府が今回の問題で公式に立場を明らかにしたのはこれが初めてであるが、その表現は異例ともいえるほど厳しいものであった』と報じられたが、アメリカの司令官は「米軍では禁止されている」と言ったが、アメリカ軍は現在でも、「フリーの売春婦」を活用している。
2013年5月17日、橋下は「米国は日本占領期に日本人女性を活用した。（日本人を）特殊な人種と批判するが、それは違う」とツイッターで反論した。
2013年5月27日、外国特派員協会において、「もし、日本だけが非難される理由が、戦時中、国家の意思として女性を拉致した、国家の意思として女性を売買したということにあるのであれば、それは事実と異なります」と主張した。「一部米軍兵士の犯罪被害に苦しむ沖縄の問題を解決したい」との強い思いがあったと説明。「米軍のみならず米国民を侮辱することにもつながる不適切な表現だった」、「撤回するとともにおわび申し上げる」と謝罪した。
2016年5月21日、沖縄県うるま市で発生した日本人女性殺害事件を受けて、「米兵や米軍軍属の凶悪犯の比率は、日本人の比率と大差はない。問題は米軍が米兵や軍属にどのような教育をしているかだ。これが大問題。」「建前ばかりの綺麗ごと。そこで風俗の活用でも検討したらどうだ、と言ってやった。まあこれは言い過ぎたとして発言撤回したけど、やっぱり撤回しない方がよかったかも。きれいごとばかり言わず本気で解決策を考えろ！」「朝日・毎日、その一派は移民や難民に優しいきれいごとを言って、米軍軍属など外国人が犯罪を犯せば外国人は日本から出て行け！とのロジック。きれい事ばかり言う人権派の典型例。」と改めて見解を表明する。

### サイモン・ウィーゼンタール・センターからの批判
2013年8月に、麻生太郎副総理が憲法改正を巡って、ナチス・ドイツを引き合いに「手口に学んだらどうか」と発言して、批判を浴びたことについて、橋下は「ブラックジョークだったのではないか」と擁護した。ナチスを例えに使うこと自体が国際社会では問題になるとの質問には「政治家だとこういった批判は出るが、エンターテインメントの世界ならいくらでもある」と持論を述べた。。
これに対して、ユダヤ人団体のサイモン・ウィーゼンタール・センター（SWC）の幹部は「ブラックジョークとして扱ってはならない事柄がある」と批判した。
SWC幹部は共同通信の電話取材に対して、「私は30回以上、日本を訪問したが、原爆を投下された広島と長崎の人々の苦しみが冗談にされているのを聞いたことがない」と指摘した。。

## 訴訟
週刊誌FLASHを提訴
- 府知事選出馬前、雑誌「FLASH」に無断撮影されたことで光文社を肖像権侵害で訴えたが敗訴。控訴しない旨を明らかにし、判決が確定した[490]。また、7月25日、橋下の肖像画を無断使用したお菓子を池田市の第3セクターが販売しようとしたのに対し「法的措置も辞さない」とした。しかし翌日になって「盛り上がるなら使ってもらってもよいが、品質保証はできない」と述べ、肖像画使用を黙認。この騒動について、本人は池田市長との出来レースだったと述べている[491]。

週刊誌報道を巡る訴訟
平松邦夫元大阪市長との訴訟
- 橋下は2014年7月から翌年3月にかけて、大阪維新の会のタウンミーティングで平松邦夫元大阪市長について、「僕と平松さんが戦った大阪市長選挙。町内会に現金100万円、領収書抜きで配られています」などと3回にわたり発言。維新側はその動画を投稿サイトなどで公開した。平松側は名誉を傷つけられたとして、橋下と地域政党大阪維新の会に1千万円の慰謝料と動画の削除を求めて訴訟を起こした。2015年6月1日に大阪地裁は「平松氏が公職選挙法で禁止される買収行為を行ったような印象を抱かせる」とし維新側に動画を削除するよう命じる決定をした[492]。

- 一方、2016年3月15日、大阪地裁は橋下の発言について、平松の在任中に町内会への補助金が領収書の不要な交付金制度に変更されたことへの指摘であり違法性はないとし、「意見や論評の域を逸脱していない」として平松の慰謝料を求めた訴えを棄却した[493][494]。2017年1月31日に大阪高裁も平松側の控訴を棄却[495]。同年9月26日、最高裁は平松の上告を退け、2審判決が確定した[496]。

中山泰秀衆議院議員との訴訟
- 2016年6月、橋下は自民党の中山泰秀衆議院議員の発言で名誉を傷つけられたとして、計一千万円の損害賠償を求め提訴した[497]。中山は同月12日の大阪市との国家予算要望説明会で「前の市長のときに秘書が覚醒剤で逮捕されたというのは本当なのですか」という趣旨の発言をしており、自民党関係者によれば秘書が逮捕されたという事実はなく、橋下の知事選出馬時の陣営スタッフが後に逮捕された件と混同していたとみられる[498]。橋下は中山の発言を受け、「中山泰秀アホボンが、また大失態をやらかした」「日本一無能なピーマン政治家」などとtwitterに投稿していたため、同年12月には中山側も橋下の投稿で政治的信用が損なわれたとして一千万円の損害賠償などを求めて反訴[499]。2件の訴訟を巡って両者は対立姿勢を明確にしてきたが、2017年8月には和解に向けた協議に入り[500]、同年10月4日付で和解した。橋下は自身の弁護士事務所を通じ「本件に関して、一切コメント等をする予定はありません」とした[501]。

有田芳生参議院議員との訴訟
- 2017年7月、民進党参議院議員の有田芳生が橋下について「テレビ番組に1回だけ出演して降板させられた」などとtwitterに投稿[502]。橋下はこれに精神的苦痛を受けたとして有田に500万円の損害賠償を求めた訴訟を行ったが、大阪高裁は橋下がtwitterなどで繰り返していた有田に対する侮蔑的な投稿と比べて、有田の投稿は「適当と認められる限度内」と判断し請求を棄却。2019年9月19日に最高裁で橋下の敗訴が確定した[503]。

SNSのリツイートを巡る訴訟
- 2017年12月、橋下はジャーナリストの岩上安身に対し、慰謝料など110万円の損害賠償を求め提訴した。岩上は同年10月、twitter上で知事時代の橋下氏が幹部職員を自殺に追い込んだなどとする第三者のツイートについて、自らのコメントをつけずにリツイートし、後に削除していた。2019年9月12日に大阪地裁は投稿内容が真実だとする証拠はなく、リツイート行為については「普通の読み方をすれば、元の投稿に賛同する表現行為に当たる」として岩上に対し33万円の支払いを命じた[504]。2020年6月23日に大阪高裁も一審の判決を支持し、岩上側の控訴を棄却[505]。同年7月8日、岩上は上告を断念したと発表した[506]。

大石晃子衆議院議員との訴訟
- 2022年1月24日、橋下はれいわ新選組の大石晃子衆院議員のインタビュー記事で名誉を傷つけられたとして、大石と記事を配信した「日刊現代」に対し、300万円の損害賠償を求め大阪地裁に提訴した。訴状によると前年12月17日に配信された日刊ゲンダイの記事では、元府職員でもある大石が、知事時代の橋下の報道対応について「気に入らない記者は袋叩きにする」「飴と鞭でマスコミをDV（ドメスティック・バイオレンス）して服従させていた」などと発言。橋下側は「弁護士、コメンテーターとしての社会的評価を強く低下させた」と主張した[507][508]。2024年1月31日、大阪地裁は「論評の域を出ない」として名誉毀損を認めず、橋下側の請求を棄却した。判決理由で小川嘉基裁判長は、意に沿わない記者を攻撃したり取材を拒否したりしたという指摘は「重要な部分が真実」と認定。「DVと評するのが適切といえるかはおくとしても、原告の人身攻撃に及ぶものではなく、違法性を欠く」とした[509]。判決後、橋下の事務所は取材に対し「コメントは出さない」と回答した[510]。9月26日、大阪高裁は1審判決を支持し、橋下の控訴を棄却した[511]。

## エピソード

### 芸能界関連
マイケル・ジャクソンの死去の報について、「スリラーは何百回、何千回テープが擦り切れるまで聞いた。非常に残念」とコメントした。
邦楽ではサザンオールスターズのファンであり、妻との共通の趣味でもある。大阪市長時代には夏休み期間中の2013年8月20日にライブツアー「灼熱のマンピー!! G★スポット解禁!!」の神戸公演を鑑賞したことを共同通信に報じられ、橋下は後日その内容の一部について反論を行っている。
同じタイタン所属の爆笑問題と代表取締役社長の太田光代は、橋下の活動支援のためにふるさと納税を利用して2008年と2009年に1000万円を大阪府へ提供している。また、爆笑問題の太田光とメールで親交を持っているが、太田は思想や国家観の違いもあって公の場では橋下を揶揄する発言や異論などを述べている。

### 在特会会長・桜井誠
2014年10月20日、大阪市役所にて、在日特権を許さない市民の会（在特会）会長桜井誠と面会し、会談を行ったが、開始直後から互いに相手を罵り合う状態の中で開始された。「（在特会側は）国政政党の代表に直接申し入れをし、僕が引き受けたことが重要。今後は僕の政治活動を攻撃すればいい」
在特会は、特別永住者制度を問題視。これに対し、「特別扱いすることはかえって差別を生む」と制度には問題があるとの認識を示し、他の外国人と同様に制度を一本化していく必要があるとの考えを示した。

### 関西電力の社外取締役推薦を巡って
2020年4月、大阪維新の会の松井一郎が市長を務める大阪市は、関西電力が６月の株主総会で選任する社外取締役に橋下を推薦した。これに関西電力は、過去に日本維新の会などの代表を務め、現在も政治に関して意見を発信していることから、「公益性が高い当社の取締役に就任することは適切ではない」と指摘。政党色が強く、特定株主だけからの要請に応じることは難しいと判断し、大阪市が提案した人事案を拒否した。一部報道によれば、「人事・報酬等諮問委員会」（森本孝社長と社外取締役4人で構成）で、橋下の受け入れに反対する意見が大勢だったという。松井は橋下を推薦した理由について「関電の問題点を一番よく分かっている。コンプライアンスにも非常に厳しく、適任だ」と記者団に説明。提案が受け入れられない場合、株主代表訴訟を検討する考えにも言及していた。

### その他
- 2007年（平成19年）10月7日に、電子掲示板サイト『2ちゃんねる』に「橋下弁護士の一家惨殺してやる」というタイトルの殺害予告スレッドが投稿された。これに対し、橋下は法律の専門家として一般市民の言論に対してはできる限りアクションは起こしたくなかったが、内容や自分の立場や家族のことを考え、所属法律事務所、マネジメント会社、警察との協議により刑事告訴を行ったことを自身のブログで明らかにした[523]。
- 補助金の削減に関し、六代 桂文枝「頑張れるだけ頑張るのが芸人の務めだが、守らなければ続かない芸もある」[524]。季刊『上方芸能』は2012年6月号で「文楽を守れ！―132氏からの熱いメッセージ」と題した特集を組み、ドナルド・キーンや竹下景子がメッセージを寄せた[525]。キーンは、文楽が「生を受け」た大阪での橋下の伝統軽視の姿勢を、「真にひどい話」と呆れ、日本における古典教育の希薄さを指摘しながら、「もし（文楽が）死に絶えるのなら、大阪の政治家の蛮行を世界は決して許さず、また忘れることもないでしょう」と批判した[525]。桂南光は『咲くやこの花芸術祭2013』の記者会見で「よく知っている人だから嫌味を言わせてもらう」と前置きして「芸術をどう理解しているのか。日本維新の会も忙しいかもしれないが、政治より芸術の方が楽しい」とコメント[526]。
- 府の教育委員に隂山英男ら2人が就任したことについて「これで教員が従ってくれないなら、今ある体制を全部解体しないとおかしくなる」と述べた[527]。

## 不祥事・騒動
- 2012年7月18日・19日発売の週刊文春（7月26日号）が、『独占告白 橋下徹大阪市長はスチュワーデス姿の私を抱いた！』と題した橋下が2006年当時北新地のホステスと不倫関係にあったとする記事を掲載。橋下は「妻は記事を見ています。正直大変な状況です」などと述べた上で「知事になる前までは、聖人君子のような生き方をしていたわけではない」「公人になる前でも、僕自身の人間性を判断する要素として報じられてしまうのは仕方がない」と弁明した[528]。

- 府議会で人件費や私学助成の削減を盛り込んだ予算案の審議が行われていた2008年7月14日午後、橋下は公用車で府庁から大阪市北区のフィットネスクラブに行っていた[529]。19日の府議会でこの点を問われた橋下は「午後は休ませてもらうということで外に出た。中抜けという感覚はない」とし、「セキュリティーの観点から、公務で自宅から外に出た以上、自宅に戻るまでは公用車を使わせて」と公用車の使用に理解を求めた[530]。

- 2012年1月、橋下は政治活動を補佐する大阪市長特別秘書の役職を新設する意向を示し、条例案は維新と公明党の賛成多数で可決され、当時私設秘書の奥下剛光が同職に採用された[531]。しかし、市民から税金の無駄遣いなどとして住民監査請求や給与の返還訴訟が起こされ[532]、原告側は奥下が橋下の後援会長の息子で、任命自体が不適切だとも主張したが、2016年8月に大阪地裁は請求を棄却した[533]。

## 出演

### 政治家引退後の出演

#### テレビ番組
報道・情報・ワイドショージャンル
| 期間           | 期間          | 番組名                                | 役職                                            | 備考 |
| -------------- | ------------- | ------------------------------------- | ----------------------------------------------- | --- |
| 2016年1月      | 現在          | 情報ライブミヤネ屋（読売テレビ）      | 不定期ゲスト出演                                | |
| 2016年1月      | 現在          | 朝生ワイド す・またん!（読売テレビ）  | 不定期ゲスト出演                                | 金曜日を中心に随時出演                                                                                                   |
| 2016年1月      | 2021年2月     | ウェークアップ!ぷらす（読売テレビ）   | 不定期ゲスト出演                                | |
| 2016年1月      | 現在          | Mr.サンデー（フジテレビ・関西テレビ） | 不定期ゲスト出演                                | |
| 2019年9月15日  | 現在          | 日曜報道 THE PRIME（フジテレビ）      | 月イチレギュラーゲスト→レギュラーコメンテーター | |
| 2020年6月      | 現在          | ゴゴスマ -GO GO!Smile!-（CBCテレビ）  | 不定期ゲスト出演                                | |
| 2020年8月17日  | 2020年8月17日 | Live News it!（フジテレビ）           | ゲストコメンテーター                            | |
| 2020年10月     | 2021年3月     | グッとラック（TBSテレビ）             | 月曜日コメンテーター                            | |
| 2020年10月     | 2022年3月     | バイキングMORE（フジテレビ）          | 不定期ゲスト出演                                | |
| 2020年10月12日 | 現在          | Live News イット!（フジテレビ）       | 月イチ月曜日コメンテーター                      | |
| 2021年3月29日  | 2023年3月27日 | めざまし8（フジテレビ）               | 総合解説でのレギュラー出演                      | 2022年3月まで月・木曜日担当、同年4月から月曜日のみ担当、木曜日のみ番組開始当初はリモートで出演していたが番組途中まで出演 |
| 2023年4月3日   | 2025年3月24日 | めざまし8（フジテレビ）               | 月曜日コメンテーター                            | |

バラエティジャンル・その他
- 橋下×羽鳥の番組（2016年4月11日 - 2017年9月25日、テレビ朝日）- MC
- みんなのJAPAN MOVE（2019年10月14日 - 現在、サンテレビ・BS12) - MC
- 林先生の初耳学（2019年10月19日、2020年6月21日。毎日放送・TBSテレビ）- ※「東大卒高学歴ニート」企画にてVTR出演。
- 探偵!ナイトスクープ (2025年7月4日 - 7月11日、ABC朝日放送) - 特命局長

#### インターネット配信番組
- NewsBAR橋下（2017年10月26日 - 現在、AbemaTV）- MC
- 橋下徹のニッポン改造論（2018年1月1日・3月30日、AbemaTV）- MC
- 橋下徹の即リプ! - MC

#### ラジオ番組
- WELFARE group presents それU.K.!! ミライbridge（2021年4月18日、25日。FM大阪）[535][536]

### 府知事就任後（報道・ワイドショー番組を除く）出演

#### テレビ番組
- ムハハnoたかじん （関西テレビ）
  - 立候補前まではローテーションで月2回間隔で出演。当選・就任後は2ヶ月に一度のペースで、平松邦夫大阪市長（当時）と共にゲスト出演し、トップ会談が行なわれた[注釈 14]。

### 府知事選立候補表明前までの出演

#### テレビ番組
情報・ワイドショージャンル
| 期間          | 期間           | 番組名                                       | 役職                     | 備考 |
| ------------- | -------------- | -------------------------------------------- | ------------------------ | --- |
| 2001年1月     | 2004年3月      | ワイドABCDE〜す（朝日放送）                  | 火曜日コメンテーター     | |
| 2001年1月     | 2007年12月     | あさパラ!（読売テレビ）                      | 準レギュラー出演         | |
| 2001年4月     | 2007年12月     | 水野真紀の魔法のレストラン（毎日放送）       | レギュラー出演           | |
| 2001年10月    | 2003年10月12日 | サンデージャポン（TBS）                      | レギュラー出演           | レギュラー降板後も、不定期およびお笑いコンビで番組MCを務めている爆笑問題の代行司会として随時出演                          |
| 2002年10月    | 2007年12月     | スーパーモーニング（テレビ朝日）             | 月曜日コメンテーター     | |
| 2003年7月     | 2007年12月9日  | たかじんのそこまで言って委員会（読売テレビ） | 準レギュラー出演         | 番組自体は、2015年4月からタイトルを『そこまで言って委員会NP』に改題し放送を継続、政治家引退後も不定期で出演することがある |
| 2003年9月2日  | 2004年3月      | 情報満載 ひるまで!すっぴん!（読売テレビ）    | 火曜日レギュラー出演     | |
| 2004年3月30日 | 2005年12月20日 | 2時ワクッ!（関西テレビ）                     | 隔週火曜日パネリスト出演 | |
| 2004年5月11日 | 2007年12月     | なるトモ!（読売テレビ）                      | 火曜日準レギュラー出演   | |
| 2004年10月    | 2007年12月     | ムーブ!（朝日放送）                          | 木曜日コメンテーター     | |
| 2005年10月    | 2007年3月      | スタ☆メン（フジテレビ・関西テレビ）          | 準レギュラー出演         | |

バラエティジャンル・その他
- 六人の悩めるオッサン（関西テレビ）
- ド短期ツメコミ教育!豪腕!コーチング!!（テレビ東京）- レギュラー
- 行列のできる法律相談所（日本テレビ）- 元レギュラー（降板後、2回出演し、1回目は本村弁護士の2回目は大渕弁護士の席に座った。）
- 森田一義アワー 笑っていいとも!（フジテレビ） - 月曜日レギュラー
- 笑っていいとも!増刊号
- 笑っていいとも!特大号
- 爆笑問題のバク天!（TBS）- 隔週出演
- 太田光の私が総理大臣になったら…秘書田中。（日本テレビ） - 不定期
- 大笑点（日本テレビ）- 2006年に『行列のできる法律相談所』の出演者として出演。
- 爆笑!2006年こうなる宣言（関西テレビ）
- 24時間テレビ 「愛は地球を救う」（日本テレビ）
- めちゃ2イケてるッ!（フジテレビ）

#### ラジオ番組
- ズバリ快答!テレフォン身の上相談（TBSラジオなど）

その他多数

#### CM
- 大塚製薬 - オロナミンC

## 著書

### 単著
- 『最後に思わずYESと言わせる最強の交渉術　―かけひきで絶対負けない実戦テクニック72―』（日本文芸社 2003年6月） ISBN 978-4537251500
- 『図説  心理戦で絶対負けない交渉術』（上記のリメイク本）（日本文芸社 2005年11月） ISBN 978-4537253290
- 『まっとう勝負!』（小学館 2006年11月8日） ISBN 978-4093797436
- 『どうして君は友だちがいないのか (14歳の世渡り術)』（河出書房新社 2007年7月） ISBN 978-4309616445
- 『橋下徹の問題解決の授業　―大炎上知事編―』（プレジデント社 2017年11月） ISBN 978-4833451260　有料メルマガの内容のまとめ
- 『政権奪取論  ―強い野党の作り方―』（朝日新書 2018年9月） ISBN 978-4022737878
- 『沖縄問題、解決策はこれだ!　―これで沖縄は再生する。―』（朝日出版社 2019年1月） ISBN 978-4255010953
- 『トランプに学ぶ現状打破の鉄則』（プレジデント社　2019年8月）ISBN 978-4833451482
- 『異端のすすめ　―強みを武器にする生き方―』（ソフトバンククリエイティブ 2020年2月）ISBN 978-4815604097
- 「力」シリーズ（PHP研究所）
  - 実行力　―結果を出す「仕組み」の作りかた―（2019年5月）ISBN 978-4569842974
  - 交渉力　―結果が変わる伝え方・考え方―（2020年3月）ISBN 978-4569846620
  - 決断力　―誰もが納得する結論の導き方―（2021年7月）ISBN 978-4569849775

### 共著
- （堺屋太一）『体制維新　大阪都』（文春新書 2011年1月） ISBN 978-4166608270
- （木村草太）『憲法問答』（徳間書店 2018年10月） ISBN 978-4198647063
- （堀江貴文）『生き方革命　―未知なる新時代の攻略法―』（徳間書店 2021年3月）ISBN 978-4198652586